# Topstukkenlijst
De Topstukkenlijst is de lijst van de Vlaamse overheid met het roerend cultureel erfgoed dat krachtens het Topstukkendecreet is erkend als Vlaams topstuk.
Enkel meesterwerken en objecten (zie collectie Vlaanderen) die beantwoorden aan strenge selectiecriteria, komen op deze lijst terecht, meestal op advies van de Topstukkenraad. De lijst is ondergebracht in een online raadpleegbare databank. In augustus 2023 omvatte de Topstukkenlijst 1041 topstukken. Hieronder een lijst die een deel van de stukken omvat.

## Lijst
| Auteur                                                                                          | Titel | Jaar van opname | Bewaarplaats                                                                 | Categorie         | Thema                                              |
| ----------------------------------------------------------------------------------------------- | --- | --------------- | ---------------------------------------------------------------------------- | ----------------- | -------------------------------------------------- |
| 4 anonieme kopiisten                                                                            | Hildegard von Bingen, Symphonia Harmoniae Caelestium Revelationum                                                                         | 2007            | Sint-Pieters- en Sint-Paulusabdij, sinds 2017 in de Maurits Sabbebibliotheek | Artistiek         | Muzikaal erfgoed                                   |
| Pieter Aertsen                                                                                  | De Zeven Vreugden van Maria | 2015            | Sint-Leonarduskerk                                                           | Artistiek         | Beeldende kunst 16de eeuw - Schilderkunst          |
| Pieter Aertsen                                                                                  | Boerengezelschap bij de haard | 2015            | Museum Mayer van den Bergh                                                   | Artistiek         | Beeldende kunst 16de eeuw - Schilderkunst          |
| Petrus Alamire (atelier)                                                                        | Koorboek van Margaretha van Oostenrijk | 2007            | Stadsarchief Mechelen                                                        | Artistiek         | Muzikaal erfgoed                                   |
| Anoniem                                                                                         | Politieke balladen, refreinen, liederen en spotgedichten                                                                                  | 2007            | Universiteitsbibliotheek Gent                                                | Artistiek         | Muzikaal erfgoed                                   |
| Anoniem                                                                                         | Drieluik met Calvarie en 15 heiligen | 2009            | Schepenhuis                                                                  | Artistiek         | Vlaamse Primitieven                                |
| Anoniem                                                                                         | Liber Floridus | 2008            | Universiteitsbibliotheek Gent                                                | Artistiek         | Archivalisch en Documentair Erfgoed                |
| Anoniem                                                                                         | Aflaatbrief van Herkenrode | 2008            | Provinciale Bibliotheek Limburg                                              | Artistiek         | Archivalisch en Documentair Erfgoed                |
| Anoniem                                                                                         | Tractatus de periculis circa sacramentum eucharistie contingentibus                                                                       | 2008            | Universiteitsbibliotheek Gent                                                | Artistiek         | Archivalisch en Documentair Erfgoed                |
| Anoniem                                                                                         | Processionale Cisterciense | 2008            | Universiteitsbibliotheek Gent                                                | Artistiek         | Muzikaal erfgoed                                   |
| Anoniem                                                                                         | Marianum | 2015            | Sint-Leonarduskerk                                                           | Artistiek         | Beeldende kunst 16de eeuw - Beeldhouwkunst         |
| Anoniem                                                                                         | Anjou-Bijbel | 2007            | Maurits Sabbebibliotheek                                                     | Artistiek         | Archivalisch en Documentair Erfgoed                |
| Anoniem                                                                                         | Het leven van Sint-Jozef | 2009            | Sint-Catharinakerk                                                           | Artistiek         | Vlaamse Primitieven                                |
| Anoniem                                                                                         | Cronache de signiori di Fiandra, met de oudste kaart van Vlaanderen                                                                       | 2008            | Openbare Bibliotheek Brugge                                                  | Artistiek         | Archivalisch en Documentair Erfgoed                |
| Anoniem                                                                                         | Scheldekaart van Rupelmonde tot de Noordzee                                                                                               | 2008            | Felixarchief                                                                 | Artistiek         | Archivalisch en Documentair Erfgoed                |
| Anoniem                                                                                         | Rituale cisterciense | 2007            | Bisschoppelijk Seminarie                                                     | Artistiek         | Muzikaal erfgoed                                   |
| Anoniem                                                                                         | Torenretabel met taferelen uit het leven van Christus                                                                                     | 2009            | Museum Mayer van den Bergh                                                   | Artistiek         | Vlaamse Primitieven                                |
| Anoniem                                                                                         | H. Alena | 2015            | Sint-Ambrosiuskerk                                                           | Artistiek         | Beeldende kunst 16de eeuw - Beeldhouwkunst         |
| Anoniem                                                                                         | Tres tractatus / Tractatus tertius | 2008            | Stadsarchief Kortrijk                                                        | Artistiek         | Archivalisch en Documentair Erfgoed                |
| Anoniem                                                                                         | Eenhandsfluit | 2007            | Stedelijke Archeologische Dienst                                             | Artistiek         | Muzikaal erfgoed                                   |
| Anoniem                                                                                         | Gregoriaanse handschriften Onze-Lieve-Vrouw-Geboortekerk                                                                                  | 2007            | Onze-Lieve-Vrouw-Geboortekerk                                                | Artistiek         | Muzikaal erfgoed                                   |
| Anoniem                                                                                         | Evangeliarium, gezegd van Sint-Livinus | 2008            | Bisdom Gent                                                                  | Artistiek         | Archivalisch en Documentair Erfgoed                |
| Anoniem                                                                                         | Brugse (?) compositieschetsen van Vlaamse polyfonisten                                                                                    | 2007            | Stadsarchief Brugge                                                          | Artistiek         | Muzikaal erfgoed                                   |
| Anoniem                                                                                         | Evangelieboek met gregoriaans/polyfonie                                                                                                   | 2007            | Onze-Lieve-Vrouw-Geboortekerk                                                | Artistiek         | Muzikaal erfgoed                                   |
| Anoniem                                                                                         | Ceremoniale Blandiniense | 2008            | Universiteitsbibliotheek Gent                                                | Artistiek         | Archivalisch en Documentair Erfgoed                |
| Anoniem                                                                                         | Maria met Kind, Heiligen Catharina, Barbara, Maria Magdalena en Agnes, Retabel                                                            | 2015            | Museum Mayer van den Bergh                                                   | Artistiek         | Beeldende kunst 16de eeuw - Beeldhouwkunst         |
| Anoniem                                                                                         | Antifonarium | 2008            | Begijnhofmuseum Turnhout                                                     | Artistiek         | Muzikaal erfgoed                                   |
| Anoniem                                                                                         | Onze-Lieve-Vrouw van Zeven Weeën | 2015            | s.n.                                                                         | Artistiek         | Beeldende kunst 16de eeuw - Beeldhouwkunst         |
| Anoniem                                                                                         | Genealogie van keizer Karel V | 2008            | Aartsbisschoppelijk Archief                                                  | Artistiek         | Archivalisch en Documentair Erfgoed                |
| Anoniem                                                                                         | Vroegste voorstelling van een aardappelplant                                                                                              | 2015            | Museum Plantin-Moretus/Prentenkabinet                                        | Artistiek         | Beeldende kunst 16de eeuw - Tekenkunst             |
| Anoniem                                                                                         | Fragmenten van twee muziekrotuli | 2007            | Stadsarchief Tongeren                                                        | Artistiek         | Muzikaal erfgoed                                   |
| Anoniem                                                                                         | 'Calvarie met de Heiligen Catharina en Barbara' of 'Calvarie van de Huidevetters'                                                         | 2009            | Sint-Salvatorskathedraal Brugge                                              | Artistiek         | Vlaamse Primitieven                                |
| Anoniem                                                                                         | Gregoriaanse handschriften Sint-Baafsabdij                                                                                                | 2007            | Universiteitsbibliotheek Gent                                                | Artistiek         | Muzikaal erfgoed                                   |
| Anoniem                                                                                         | Liber Divinorum Operum | 2008            | Universiteitsbibliotheek Gent                                                | Artistiek         | Archivalisch en Documentair Erfgoed                |
| Anoniem                                                                                         | H. Job en H. Maria Magdalena | 2015            | Sint-Martinuskerk                                                            | Artistiek         | Beeldende kunst 16de eeuw - Beeldhouwkunst         |
| Anoniem                                                                                         | Fragmentair Tongers Liedboek | 2007            | Stadsarchief, Fonds Rijksarchief Hasselt, Sint-Niklaaskerk                   | Artistiek         | Muzikaal erfgoed                                   |
| Anoniem                                                                                         | Calvarie van Hendrik van Rijn | 2009            | Koninklijk Museum voor Schone Kunsten Antwerpen                              | Artistiek         | Vlaamse Primitieven                                |
| Anoniem                                                                                         | Mariaretabel met op zijluiken leven van H. Laurentius                                                                                     | 2015            | Sint-Laurentiuskerk                                                          | Artistiek         | Beeldende kunst 16de eeuw - Beeldhouwkunst         |
| Anoniem                                                                                         | Jachthoorn | 2008            | Museum Vleeshuis, Klank van de stad                                          | Artistiek         | Muzikaal erfgoed                                   |
| Anoniem Maaslands-Rijns                                                                         | Diptiek met de geboorte van Christus en de H. Christophorus                                                                               | 2009            | Museum Mayer van den Bergh                                                   | Artistiek         | Vlaamse Primitieven                                |
| Ambrosius Benson                                                                                | De heilige familie met Johannes de Doper                                                                                                  | 2009            | Groeningemuseum                                                              | Artistiek         | Vlaamse Primitieven                                |
| Joachim Beuckelaer                                                                              | Groentemarkt | 2015            | Koninklijk Museum voor Schone Kunsten Antwerpen                              | Artistiek         | Beeldende kunst 16de eeuw - Schilderkunst          |
| Joachim Beuckelaer                                                                              | Vismarkt | 2015            | Koninklijk Museum voor Schone Kunsten Antwerpen                              | Artistiek         | Beeldende kunst 16de eeuw - Schilderkunst          |
| Willem Blaeu                                                                                    | Wandkaart van de Nederlanden | 2008            | Felixarchief                                                                 | Artistiek         | Archivalisch en Documentair Erfgoed                |
| Lancelot Blondeel                                                                               | Legende van de HH. Cosmas en Damianus | 2015            | Sint-Jacobskerk                                                              | Artistiek         | Beeldende kunst 16de eeuw - Schilderkunst          |
| Lancelot Blondeel                                                                               | Tronende Madonna tussen de heiligen Lucas en Eligius                                                                                      | 2009            | Sint-Salvatorskathedraal Brugge                                              | Artistiek         | Vlaamse Primitieven                                |
| Jan Boeckhorst                                                                                  | Het berouw van David | 2005            | Sint-Michielskerk                                                            | Artistiek         | Schone Kunsten 17de eeuw                           |
| Hans Bol                                                                                        | Jezus verschijnt aan zijn leerlingen bij het meer van Tiberias in Galilei                                                                 | 2015            | Museum Plantin-Moretus/Prentenkabinet                                        | Artistiek         | Beeldende kunst 16de eeuw - Tekenkunst             |
| Hans Bol                                                                                        | Landschap met de val van Icarus | 2015            | Museum Mayer van den Bergh                                                   | Artistiek         | Beeldende kunst 16de eeuw - Tekenkunst             |
| Hans Bol                                                                                        | Landschap met Venus en Adonis | 2015            | Museum Mayer van den Bergh                                                   | Artistiek         | Beeldende kunst 16de eeuw - Tekenkunst             |
| Passchier Borman                                                                                | Retabel van de H.H. Crispinus en Crispianus                                                                                               | 2015            | Sint-Waldetrudiskerk Herentals                                               | Artistiek         | Beeldende kunst 16de eeuw - Beeldhouwkunst         |
| Hiëronymus Bosch                                                                                | De heilige Hiëronymus | 2009            | Museum voor Schone Kunsten Gent                                              | Artistiek         | Vlaamse Primitieven                                |
| Hiëronymus Bosch                                                                                | Kruisdraging | 2009            | Museum voor Schone Kunsten Gent                                              | Artistiek         | Vlaamse Primitieven                                |
| Hiëronymus Bosch                                                                                | Triptiek met het laatste oordeel | 2009            | Groeningemuseum                                                              | Artistiek         | Vlaamse Primitieven                                |
| Emile-Antoine Bourdelle                                                                         | Hercules boogschutter | 2007            | Middelheimmuseum                                                             | Artistiek         | Schone Kunsten 19de en 20ste eeuw                  |
| Albrecht Bouts                                                                                  | De aanbidding van de herders | 2009            | Koninklijk Museum voor Schone Kunsten Antwerpen                              | Artistiek         | Vlaamse Primitieven                                |
| Dirk Bouts en Hugo van der Goes                                                                 | Marteling van de heilige Hippolytus | 2009            | Sint-Salvatorskathedraal Brugge                                              | Artistiek         | Vlaamse Primitieven                                |
| Dirk Bouts                                                                                      | Marteling van de heilige Erasmus | 2009            | Sint-Pieterskerk                                                             | Artistiek         | Vlaamse Primitieven                                |
| Adriaen Brouwer                                                                                 | Slapende man in herberg met liefdespaar op de achtergrond                                                                                 | 2010            | Koninklijk Museum voor Schone Kunsten Antwerpen                              | Artistiek         | Schone Kunsten 17de eeuw                           |
| Pieter Bruegel                                                                                  | Heuvellandschap met drie pelgrims | 2015            | Koninklijk Museum voor Schone Kunsten Antwerpen                              | Artistiek         | Beeldende kunst 16de eeuw - Tekenkunst             |
| Alexander Cabanel                                                                               | Cleopatra laat gif proeven door ter dood veroordeelde gevangenen                                                                          | 2007            | Koninklijk Museum voor Schone Kunsten Antwerpen                              | Artistiek         | Schone Kunsten 19de en 20ste eeuw                  |
| Atelier Capronnier (François-Ambrose Comère, Jean-Baptiste Capronnier, Jules-Adrien Capronnier) | Glazeniersarchief Capronnier | 2020            | KADOC-KU Leuven                                                              | Artistiek         | Glaskunst                                          |
| Alexander Calder                                                                                | De Hond | 2007            | Middelheimmuseum                                                             | Artistiek         | Schone Kunsten 19de en 20ste eeuw                  |
| Agnete Carlier                                                                                  | Processionale voor de kruisdagen | 2007            | s.n.                                                                         | Artistiek         | Muzikaal erfgoed                                   |
| Gorgen Choquet (atelier)                                                                        | Herautstrompet in es | 2007            | Gruuthusemuseum                                                              | Artistiek         | Muzikaal erfgoed                                   |
| Antoon Claeissins                                                                               | Feestmaal der stadsfunctionarissen | 2015            | Bruggemuseum                                                                 | Artistiek         | Beeldende kunst 16de eeuw - Schilderkunst          |
| Emile Claus                                                                                     | De bietenoogst | 2007            | Museum van Deinze en de Leiestreek                                           | Artistiek         | Schone Kunsten 19de en 20ste eeuw                  |
| Emile Claus                                                                                     | De ijsvogels | 2007            | Museum voor Schone Kunsten Gent                                              | Artistiek         | Schone Kunsten 19de en 20ste eeuw                  |
| Albert Cornelis                                                                                 | De kroning van Maria | 2009            | Sint-Jacobskerk                                                              | Artistiek         | Vlaamse Primitieven                                |
| Lucas Cranach                                                                                   | Caritas | 2015            | Koninklijk Museum voor Schone Kunsten Antwerpen                              | Artistiek         | Beeldende kunst 16de eeuw - Schilderkunst          |
| Lucas d'Heere                                                                                   | Théâtre de tous les peuples et nations de la terre, avec leurs habits et ornemens divers, tant anciens que modernes                       | 2008            | Universiteitsbibliotheek Gent                                                | Artistiek         | Archivalisch en Documentair Erfgoed                |
| Antonello da Messina                                                                            | Kruisiging | 2009            | Koninklijk Museum voor Schone Kunsten Antwerpen                              | Artistiek         | Vlaamse Primitieven                                |
| Gerard David                                                                                    | De Transfiguratie | 2009            | Onze-Lieve-Vrouwekerk                                                        | Artistiek         | Vlaamse Primitieven                                |
| Gerard David                                                                                    | Heilige Vrouwen, Joodse rechters en Romeinse soldaten                                                                                     | 2009            | Koninklijk Museum voor Schone Kunsten Antwerpen                              | Artistiek         | Vlaamse Primitieven                                |
| Gerard David                                                                                    | Doop van Christus | 2009            | Groeningemuseum                                                              | Artistiek         | Vlaamse Primitieven                                |
| Gerard David                                                                                    | Oordeel van Cambyses | 2009            | Groeningemuseum                                                              | Artistiek         | Vlaamse Primitieven                                |
| Jacob de Backer                                                                                 | Laatste Oordeel | 2015            | Koninklijk Museum voor Schone Kunsten Antwerpen                              | Artistiek         | Beeldende kunst 16de eeuw - Schilderkunst          |
| Henri De Braekeleer                                                                             | De man in de stoel of "De zaal in het Brouwershuis"                                                                                       | 2007            | Koninklijk Museum voor Schone Kunsten Antwerpen                              | Artistiek         | Schone Kunsten 19de en 20ste eeuw                  |
| Henri De Braekeleer                                                                             | De maaltijd of het nagerecht | 2007            | Koninklijk Museum voor Schone Kunsten Antwerpen                              | Artistiek         | Schone Kunsten 19de en 20ste eeuw                  |
| Colijn de Coter                                                                                 | Aanbidding der Wijzen | 2009            | Museum voor Schone Kunsten Gent                                              | Artistiek         | Vlaamse Primitieven                                |
| Eduard de Dene                                                                                  | Testament Rhetoricael | 2007            | Universiteitsbibliotheek Gent                                                | Artistiek         | Muzikaal erfgoed                                   |
| Juan de Flandes                                                                                 | Wraak van Herodias | 2009            | Museum Mayer van den Bergh                                                   | Artistiek         | Vlaamse Primitieven                                |
| Julianus de Gavere                                                                              | Antifonarium van Vorst | 2007            | s.n.                                                                         | Artistiek         | Muzikaal erfgoed                                   |
| Jan de Gheet                                                                                    | Antwerpen, Unio pro conservatione rei publice                                                                                             | 2007            | KU Leuven Bibliotheken Bijzondere Collecties                                 | Artistiek         | Muzikaal erfgoed                                   |
| Gerard de Lairesse                                                                              | Venus schenkt wapens aan Aeneas | 2005            | Museum Mayer van den Bergh                                                   | Artistiek         | Schone Kunsten 17de eeuw                           |
| Gerardus de Leodio (Gerard van Luik)                                                            | Stormklok | 2007            | Museum Vleeshuis, Klank van de stad                                          | Artistiek         | Muzikaal erfgoed                                   |
| Antoine de Lonhy                                                                                | Geboorte van Christus | 2009            | Museum Mayer van den Bergh                                                   | Artistiek         | Vlaamse Primitieven                                |
| Pancratius de Lyra                                                                              | Twee gradualia voor de Magdalena-Leprozerie in Brugge                                                                                     | 2007            | OCMW-Archief Brugge                                                          | Artistiek         | Muzikaal erfgoed                                   |
| Theodoor de Raisier II                                                                          | Zilveren schotel met allegorie van de Vijf Zintuigen                                                                                      | 2005            | s.n.                                                                         | Artistiek         | Schone Kunsten 17de eeuw                           |
| Simon de Rikelike                                                                               | Memoriaal, vrijlaat te Sint-Pieters-op-den-Dijk                                                                                           | 2008            | Rijksarchief                                                                 | Artistiek         | Archivalisch en Documentair Erfgoed                |
| Gustave De Smet                                                                                 | Het goede huis | 2007            | Museum voor Schone Kunsten Gent                                              | Artistiek         | Schone Kunsten 19de en 20ste eeuw                  |
| Gustave De Smet                                                                                 | De grote schietkraam | 2007            | Groeningemuseum                                                              | Artistiek         | Schone Kunsten 19de en 20ste eeuw                  |
| Maarten de Vos                                                                                  | De geboorte van Christus | 2015            | Onze-Lieve-Vrouwekathedraal                                                  | Artistiek         | Beeldende kunst 16de eeuw - Schilderkunst          |
| Maarten de Vos                                                                                  | De familie van de H. Anna | 2015            | Museum voor Schone Kunsten Gent                                              | Artistiek         | Beeldende kunst 16de eeuw - Schilderkunst          |
| Maarten de Vos                                                                                  | De Transfiguratie van Christus | 2015            | Steinmetzkabinet                                                             | Artistiek         | Beeldende kunst 16de eeuw - Tekenkunst             |
| Cornelis de Vos                                                                                 | De familie Joris Vekemans | 2005            | Museum Mayer van den Bergh                                                   | Artistiek         | Schone Kunsten 17de eeuw                           |
| Maarten de Vos                                                                                  | Negenenzestig tekeningen met allegorische vrouwenfiguren                                                                                  | 2015            | Museum Plantin-Moretus/Prentenkabinet                                        | Artistiek         | Beeldende kunst 16de eeuw - Tekenkunst             |
| Charles Degroux                                                                                 | 'De koffietrommel' of 'Een winters tafereel'                                                                                              | 2007            | Koninklijk Museum voor Schone Kunsten Antwerpen                              | Artistiek         | Schone Kunsten 19de en 20ste eeuw                  |
| Paul Delvaux                                                                                    | De roze strikken | 2007            | Koninklijk Museum voor Schone Kunsten Antwerpen                              | Artistiek         | Schone Kunsten 19de en 20ste eeuw                  |
| Paul Delvaux                                                                                    | De verteller | 2007            | s.n.                                                                         | Artistiek         | Schone Kunsten 19de en 20ste eeuw                  |
| Jan Demeyere                                                                                    | Retabel van de H. Columba van Sens | 2015            | Sint-Columbakerk Deerlijk                                                    | Artistiek         | Beeldende kunst 16de eeuw - Beeldhouwkunst         |
| Diversen                                                                                        | Vlaamse Vooruitstrevende Studentenkring Brussel - GULDENBOEK - Geen Taal, Geen Vrijheid Clauwaert ende Geus 1886                          | 2007            | Centrum voor Academische en Vrijzinnige Archieven                            | Artistiek         | Archivalisch en Documentair Erfgoed                |
| Diversen                                                                                        | Architectuurtekeningen | 2007            | Sint-Carolus Borromeuskerk                                                   | Artistiek         | Architectuurtekeningen Sint-Carolus- Borromeuskerk |
| Diversen                                                                                        | Inschepingslijst of lijst met passagiers voor de Nieuwe Wereld                                                                            | 2007            | Rijksarchief Antwerpen                                                       | Artistiek         | Archivalisch en Documentair Erfgoed                |
| Diversen                                                                                        | Breviarium Mayer van den Bergh | 2008            | Museum Mayer van den Bergh                                                   | Artistiek         | Archivalisch en Documentair Erfgoed                |
| Diversen                                                                                        | Insolvente Boedelkamer | 2012            | Felixarchief                                                                 | Artistiek         | Archivalisch en Documentair Erfgoed                |
| Raymond Duchamp-Villon                                                                          | Het grote paard | 2007            | Middelheimmuseum                                                             | Artistiek         | Schone Kunsten 19de en 20ste eeuw                  |
| Willem Elsschot                                                                                 | Kaas | 2008            | Letterenhuis                                                                 | Artistiek         | Archivalisch en Documentair Erfgoed                |
| Dirk van Breedzip en twee anonieme miniaturisten                                                | Graduale van Sint-Truiden | 2007            | Provinciale Bibliotheek Limburg                                              | Artistiek         | Muzikaal erfgoed                                   |
| Cornelis Engebrechtsz.                                                                          | De Bewening | 2015            | Museum voor Schone Kunsten Gent                                              | Artistiek         | Beeldende kunst 16de eeuw - Schilderkunst          |
| James Ensor                                                                                     | Baden te Oostende | 2007            | Museum voor Schone Kunsten Gent                                              | Artistiek         | Schone Kunsten 19de en 20ste eeuw                  |
| James Ensor                                                                                     | Maskers vechten om een gehangene | 2007            | Koninklijk Museum voor Schone Kunsten Antwerpen                              | Artistiek         | Schone Kunsten 19de en 20ste eeuw                  |
| James Ensor                                                                                     | De gevaarlijke koks | 2007            | s.n.                                                                         | Artistiek         | Schone Kunsten 19de en 20ste eeuw                  |
| James Ensor                                                                                     | De val der opstandige engelen | 2007            | Koninklijk Museum voor Schone Kunsten Antwerpen                              | Artistiek         | Schone Kunsten 19de en 20ste eeuw                  |
| James Ensor                                                                                     | Namiddag in Oostende | 2007            | Koninklijk Museum voor Schone Kunsten Antwerpen                              | Artistiek         | Schone Kunsten 19de en 20ste eeuw                  |
| James Ensor                                                                                     | Daken te Oostende | 2007            | Koninklijk Museum voor Schone Kunsten Antwerpen                              | Artistiek         | Schone Kunsten 19de en 20ste eeuw                  |
| James Ensor                                                                                     | De vertroostende maagd | 2007            | s.n.                                                                         | Artistiek         | Schone Kunsten 19de en 20ste eeuw                  |
| James Ensor                                                                                     | Tekeningen uit de collectie van het KMSKA                                                                                                 | 2008            | Koninklijk Museum voor Schone Kunsten Antwerpen                              | Artistiek         | Ensortekeningen                                    |
| James Ensor                                                                                     | Christus bedaart de storm | 2007            | Mu.ZEE                                                                       | Artistiek         | Schone Kunsten 19de en 20ste eeuw                  |
| James Ensor                                                                                     | Christus aan het volk getoond | 2007            | Museum voor Schone Kunsten Gent                                              | Artistiek         | Schone Kunsten 19de en 20ste eeuw                  |
| James Ensor                                                                                     | De intrige | 2007            | Koninklijk Museum voor Schone Kunsten Antwerpen                              | Artistiek         | Schone Kunsten 19de en 20ste eeuw                  |
| James Ensor                                                                                     | Pierrot en skelet in geel | 2008            | Museum voor Schone Kunsten Gent                                              | Artistiek         | Schone Kunsten 19de en 20ste eeuw                  |
| James Ensor                                                                                     | Kinderen aan het ochtendtoilet | 2007            | Museum voor Schone Kunsten Gent                                              | Artistiek         | Schone Kunsten 19de en 20ste eeuw                  |
| James Ensor                                                                                     | De intrede van Christus te Jeruzalem | 2007            | Museum voor Schone Kunsten Gent                                              | Artistiek         | Schone Kunsten 19de en 20ste eeuw                  |
| James Ensor                                                                                     | Zelfportret met bloemenhoed | 2007            | Mu.ZEE                                                                       | Artistiek         | Schone Kunsten 19de en 20ste eeuw                  |
| James Ensor                                                                                     | De man van smarten | 2007            | Koninklijk Museum voor Schone Kunsten Antwerpen                              | Artistiek         | Schone Kunsten 19de en 20ste eeuw                  |
| James Ensor                                                                                     | De Kruisafneming | 2007            | s.n.                                                                         | Artistiek         | Schone Kunsten 19de en 20ste eeuw                  |
| James Ensor                                                                                     | Oude dame met maskers | 2007            | Museum voor Schone Kunsten Gent                                              | Artistiek         | Schone Kunsten 19de en 20ste eeuw                  |
| James Ensor                                                                                     | De oestereetster | 2007            | Koninklijk Museum voor Schone Kunsten Antwerpen                              | Artistiek         | Schone Kunsten 19de en 20ste eeuw                  |
| James Ensor                                                                                     | Skelet bekijkt chinoiseries | 2007            | Museum voor Schone Kunsten Gent                                              | Artistiek         | Schone Kunsten 19de en 20ste eeuw                  |
| James Ensor                                                                                     | Het burgersalon | 2007            | Koninklijk Museum voor Schone Kunsten Antwerpen                              | Artistiek         | Schone Kunsten 19de en 20ste eeuw                  |
| Henri Evenepoel                                                                                 | De Spanjaard te Parijs | 2007            | Museum voor Schone Kunsten Gent                                              | Artistiek         | Schone Kunsten 19de en 20ste eeuw                  |
| Lucas Faydherbe                                                                                 | Pendantbustes van Hercules en Omphale | 2005            | Hof van Busleyden                                                            | Artistiek         | Schone Kunsten 17de eeuw                           |
| Alfred William Finch                                                                            | Landschap te Seneffe | 2007            | Koninklijk Museum voor Schone Kunsten Antwerpen                              | Artistiek         | Schone Kunsten 19de en 20ste eeuw                  |
| Frans Floris                                                                                    | Banket van de goden | 2015            | Koninklijk Museum voor Schone Kunsten Antwerpen                              | Artistiek         | Beeldende kunst 16de eeuw - Schilderkunst          |
| Frans Floris                                                                                    | Val van de opstandige engelen | 2015            | Koninklijk Museum voor Schone Kunsten Antwerpen                              | Artistiek         | Beeldende kunst 16de eeuw - Schilderkunst          |
| Jean Fouquet                                                                                    | Madonna met kind en engelen | 2009            | Koninklijk Museum voor Schone Kunsten Antwerpen                              | Artistiek         | Vlaamse Primitieven                                |
| Fra Angelico                                                                                    | Sint-Romuald ontzegt keizer Otto III de toegang tot de kerk                                                                               | 2009            | Koninklijk Museum voor Schone Kunsten Antwerpen                              | Artistiek         | Vlaamse Primitieven                                |
| Jacques Francart                                                                                | Premier Livre d’Architecture | 2008            | Artesis Hogeschool Antwerpen (Campus Mutsaard-Academie)                      | Artistiek         | Archivalisch en Documentair Erfgoed                |
| Pablo Gargallo                                                                                  | De profeet | 2007            | Middelheimmuseum                                                             | Artistiek         | Schone Kunsten 19de en 20ste eeuw                  |
| Théodore Géricault                                                                              | Portret van een kleptomaan | 2007            | Museum voor Schone Kunsten Gent                                              | Artistiek         | Schone Kunsten 19de en 20ste eeuw                  |
| Marcus Gheraerts                                                                                | Plan van Brugge | 2015            | Groeningemuseum                                                              | Artistiek         | Beeldende kunst 16de eeuw - Tekenkunst             |
| Antonius Ghiselers                                                                              | Grisildis gedicht en liederen | 2007            | Universiteitsbibliotheek Gent                                                | Artistiek         | Muzikaal erfgoed                                   |
| Hadewijch                                                                                       | Brieven, visioenen, strofische gedichten, mengelgedichten                                                                                 | 2008            | Universiteitsbibliotheek Gent                                                | Artistiek         | Muzikaal erfgoed                                   |
| Frans Hals                                                                                      | Portret van Stephanus Geraerdts, schepen in Haarlem                                                                                       | 2005            | Koninklijk Museum voor Schone Kunsten Antwerpen                              | Artistiek         | Schone Kunsten 17de eeuw                           |
| Joris Hoefnagel                                                                                 | Compositie met vlinders, rupsen en een uil                                                                                                | 2015            | Museum Plantin-Moretus/Prentenkabinet                                        | Artistiek         | Beeldende kunst 16de eeuw - Tekenkunst             |
| Gerard Hoorenbout                                                                               | Portret van Lieven van Pottelsberghe en Livina van Steelant                                                                               | 2009            | Museum voor Schone Kunsten Gent                                              | Artistiek         | Vlaamse Primitieven                                |
| Jean Auguste Dominique Ingres                                                                   | Zelfportret | 2007            | Koninklijk Museum voor Schone Kunsten Antwerpen                              | Artistiek         | Schone Kunsten 19de en 20ste eeuw                  |
| Adriaan Isenbrant                                                                               | 'Rechterluik van de diptiek van Joris van de Velde' of 'Diptiek Onze-Lieve-Vrouw van Zeven Smarten'                                       | 2009            | Onze-Lieve-Vrouwekerk                                                        | Artistiek         | Vlaamse Primitieven                                |
| Jan van Kessele en Jean vander Coutheren                                                        | Retabel met de legende van de H. Stefanus                                                                                                 | 2015            | Sint-Bartholomeuskerk                                                        | Artistiek         | Beeldende kunst 16de eeuw - Beeldhouwkunst         |
| Jacob Jordaens                                                                                  | De aanstelling van Petrus als opperherder van de Kerk                                                                                     | 2005            | Sint-Jacobskerk                                                              | Artistiek         | Schone Kunsten 17de eeuw                           |
| Jacob Jordaens                                                                                  | Twee studies van de kop van Abraham Grapheus                                                                                              | 2005            | Museum voor Schone Kunsten Gent                                              | Artistiek         | Schone Kunsten 17de eeuw                           |
| Jacob Jordaens                                                                                  | De dochters van Cecrops ontdekken Erichthonius                                                                                            | 2005            | Koninklijk Museum voor Schone Kunsten Antwerpen                              | Artistiek         | Schone Kunsten 17de eeuw                           |
| Jacob Jordaens                                                                                  | Christus aan het Kruis | 2005            | s.n.                                                                         | Artistiek         | Schone Kunsten 17de eeuw                           |
| Jacob Jordaens                                                                                  | Zo de Ouden Zongen, Zo Piepen de Jongen                                                                                                   | 2005            | Koninklijk Museum voor Schone Kunsten Antwerpen                              | Artistiek         | Schone Kunsten 17de eeuw                           |
| Jacob Jordaens                                                                                  | Amor en Psyche | 2005            | Koninklijk Museum voor Schone Kunsten Antwerpen                              | Artistiek         | Schone Kunsten 17de eeuw                           |
| Guillelmus Kerrickx I                                                                           | Borstbeeld van Maximiliaan II Emmanuel van Beieren                                                                                        | 2005            | Koninklijk Museum voor Schone Kunsten Antwerpen                              | Artistiek         | Schone Kunsten 17de eeuw                           |
| Adriaen Thomasz Key                                                                             | Portret van een man | 2015            | Groeningemuseum                                                              | Artistiek         | Beeldende kunst 16de eeuw - Schilderkunst          |
| Adriaen Thomasz Key                                                                             | Familie der H. Maagd | 2015            | Museum Plantin-Moretus/Prentenkabinet                                        | Artistiek         | Beeldende kunst 16de eeuw - Tekenkunst             |
| Willem Key                                                                                      | Portret van een man | 2015            | Koninklijk Museum voor Schone Kunsten Antwerpen                              | Artistiek         | Beeldende kunst 16de eeuw - Schilderkunst          |
| Fernand Khnopff                                                                                 | Secret-Reflet | 2007            | Groeningemuseum                                                              | Artistiek         | Schone Kunsten 19de en 20ste eeuw                  |
| Fernand Khnopff                                                                                 | Wierook | 2007            | Museum voor Schone Kunsten Gent                                              | Artistiek         | Schone Kunsten 19de en 20ste eeuw                  |
| Käthe Kollwitz                                                                                  | Treurend ouderpaar | 2007            | Duitse militaire begraafplaats                                               | Artistiek         | Schone Kunsten 19de en 20ste eeuw                  |
| Eugène Laermans                                                                                 | De blinde | 2007            | Koninklijk Museum voor Schone Kunsten Antwerpen                              | Artistiek         | Schone Kunsten 19de en 20ste eeuw                  |
| Henri Leys                                                                                      | Bezoek van Albrecht Dürer aan Antwerpen in 1520                                                                                           | 2007            | Koninklijk Museum voor Schone Kunsten Antwerpen                              | Artistiek         | Schone Kunsten 19de en 20ste eeuw                  |
| René Magritte                                                                                   | Perspectief II - Het balkon van Manet | 2007            | Museum voor Schone Kunsten Gent                                              | Artistiek         | Schone Kunsten 19de en 20ste eeuw                  |
| Aristide Maillol                                                                                | De Middellandse Zee | 2007            | Middelheimmuseum                                                             | Artistiek         | Schone Kunsten 19de en 20ste eeuw                  |
| Cornelis Massys                                                                                 | Landschap met de heilige Hiëronymus | 2015            | Koninklijk Museum voor Schone Kunsten Antwerpen                              | Artistiek         | Beeldende kunst 16de eeuw - Schilderkunst          |
| Jan Massys                                                                                      | Judit | 2015            | Koninklijk Museum voor Schone Kunsten Antwerpen                              | Artistiek         | Beeldende kunst 16de eeuw - Schilderkunst          |
| Jan Massys                                                                                      | Genezing van Tobit | 2015            | Koninklijk Museum voor Schone Kunsten Antwerpen                              | Artistiek         | Beeldende kunst 16de eeuw - Schilderkunst          |
| Daniël Mauch                                                                                    | Marteldood van de Heilige Catharina, H. Catharina begraven door engelen (retabelluiken)                                                   | 2015            | Museum Mayer van den Bergh                                                   | Artistiek         | Beeldende kunst 16de eeuw - Beeldhouwkunst         |
| Meester van 1499                                                                                | Abt Christiaan de Hondt | 2009            | Koninklijk Museum voor Schone Kunsten Antwerpen                              | Artistiek         | Vlaamse Primitieven                                |
| Meester van de Antwerpse Aanbidding                                                             | De Aanbidding door de koningen | 2009            | Koninklijk Museum voor Schone Kunsten Antwerpen                              | Artistiek         | Vlaamse Primitieven                                |
| Meester van de Antwerpse Aanbidding - Adriaen van Overbeke                                      | Kruisiging | 2009            | Koninklijk Museum voor Schone Kunsten Antwerpen                              | Artistiek         | Vlaamse Primitieven                                |
| Meester van de Brugse Passietaferelen                                                           | De Brugse Passietaferelen | 2009            | Sint-Salvatorskathedraal Brugge                                              | Artistiek         | Vlaamse Primitieven                                |
| Meester van de Heilige Veronica                                                                 | De Man van Smarten tussen de Heilige Maagd en de Heilige Catharina                                                                        | 2009            | Koninklijk Museum voor Schone Kunsten Antwerpen                              | Artistiek         | Vlaamse Primitieven                                |
| Meester van de Lucialegende                                                                     | De Heilige Nicolaas | 2009            | Groeningemuseum                                                              | Artistiek         | Vlaamse Primitieven                                |
| Meester van de Lucialegende                                                                     | Legende van de Heilige Lucia | 2009            | Sint-Jacobskerk                                                              | Artistiek         | Vlaamse Primitieven                                |
| Meester van de Mechelse Sint-Jorisgilde                                                         | De leden van de Gilde van de Grote Kruisboog te Mechelen met hun Patroon Sint-Joris en twee heiligen                                      | 2009            | Koninklijk Museum voor Schone Kunsten Antwerpen                              | Artistiek         | Vlaamse Primitieven                                |
| Meester van de Ursulalegende                                                                    | Maria en het Jezuskind met drie schenkers                                                                                                 | 2009            | Koninklijk Museum voor Schone Kunsten Antwerpen                              | Artistiek         | Vlaamse Primitieven                                |
| Meester van de Ursulalegende                                                                    | Luiken met de legende van de Heilige Ursula, de Kerk en de Synagoge                                                                       | 2009            | Groeningemuseum                                                              | Artistiek         | Vlaamse Primitieven                                |
| Meester van Frankfurt                                                                           | Schuttersfeest | 2009            | Koninklijk Museum voor Schone Kunsten Antwerpen                              | Artistiek         | Vlaamse Primitieven                                |
| Meester van Frankfurt                                                                           | De Nood Gods | 2009            | Onze-Lieve-Vrouw Hemelvaartkerk                                              | Artistiek         | Vlaamse Primitieven                                |
| Meester van Frankfurt                                                                           | Portret van de kunstenaar en zijn vrouw                                                                                                   | 2009            | Koninklijk Museum voor Schone Kunsten Antwerpen                              | Artistiek         | Vlaamse Primitieven                                |
| Meester van Hoogstraten                                                                         | De Zeven Weeën van de Maagd | 2009            | Koninklijk Museum voor Schone Kunsten Antwerpen                              | Artistiek         | Vlaamse Primitieven                                |
| Meester van Lombeek                                                                             | Onze-Lieve-Vrouweretabel van Lombeek | 2015            | Onze-Lieve-Vrouwkerk Lombeek-Roosdaal                                        | Artistiek         | Beeldende kunst 16de eeuw - Beeldhouwkunst         |
| Meester van Maria van Bourgondië                                                                | De verovering van Jeruzalem door Titus | 2009            | Museum voor Schone Kunsten Gent                                              | Artistiek         | Vlaamse Primitieven                                |
| Meester van Neeroeteren                                                                         | H. Christophorus | 2015            | Sint-Lambertuskerk Neeroeteren                                               | Artistiek         | Beeldende kunst 16de eeuw - Beeldhouwkunst         |
| Hans Memling                                                                                    | Triptiek van Adriaan Reins | 2009            | Memlingmuseum - Sint-Janshospitaal                                           | Artistiek         | Vlaamse Primitieven                                |
| Hans Memling                                                                                    | Maarten van Nieuwenhove | 2009            | Memlingmuseum - Sint-Janshospitaal                                           | Artistiek         | Vlaamse Primitieven                                |
| Hans Memling                                                                                    | Jan Floreins | 2009            | Memlingmuseum - Sint-Janshospitaal                                           | Artistiek         | Vlaamse Primitieven                                |
| Hans Memling                                                                                    | Johannes de Doper en Johannes de Evangelist                                                                                               | 2009            | Memlingmuseum - Sint-Janshospitaal                                           | Artistiek         | Vlaamse Primitieven                                |
| Hans Memling                                                                                    | Zegenende Christus met musicerende engelen                                                                                                | 2009            | Koninklijk Museum voor Schone Kunsten Antwerpen                              | Artistiek         | Vlaamse Primitieven                                |
| Hans Memling                                                                                    | Moreeltriptiek | 2009            | Groeningemuseum                                                              | Artistiek         | Vlaamse Primitieven                                |
| Hans Memling                                                                                    | Portret van een jonge vrouw | 2009            | Memlingmuseum - Sint-Janshospitaal                                           | Artistiek         | Vlaamse Primitieven                                |
| Hans Memling                                                                                    | Portret van een man met een munt | 2009            | Koninklijk Museum voor Schone Kunsten Antwerpen                              | Artistiek         | Vlaamse Primitieven                                |
| Hans Memling                                                                                    | Reliekschrijn van de Heilige Ursula | 2009            | Memlingmuseum - Sint-Janshospitaal                                           | Artistiek         | Vlaamse Primitieven                                |
| Joos Metsijs                                                                                    | Ontwerp torenfront Sint-Pieterskerk van Leuven                                                                                            | 2015            | Museum M Leuven                                                              | Artistiek         | Beeldende kunst 16de eeuw - Tekenkunst             |
| Quinten Metsys                                                                                  | Calvarie met stichterspaar | 2015            | Museum Mayer van den Bergh                                                   | Artistiek         | Beeldende kunst 16de eeuw - Schilderkunst          |
| Quinten Metsys                                                                                  | De heilige Maria Magdalena | 2009            | Koninklijk Museum voor Schone Kunsten Antwerpen                              | Artistiek         | Vlaamse Primitieven                                |
| Quinten Metsys                                                                                  | Schrijnwerkersgilde met de graflegging van Christus                                                                                       | 2009            | Koninklijk Museum voor Schone Kunsten Antwerpen                              | Artistiek         | Vlaamse Primitieven                                |
| Constantin Meunier                                                                              | De buildrager | 2007            | Middelheimmuseum                                                             | Artistiek         | Schone Kunsten 19de en 20ste eeuw                  |
| Georges Minne                                                                                   | Fontein der geknielden | 2007            | Museum voor Schone Kunsten Gent                                              | Artistiek         | Schone Kunsten 19de en 20ste eeuw                  |
| Karel Miry                                                                                      | De Vlaamsche Leeuw | 2007            | Hogeschool Gent, Departement Muziek en Dramatische Kunst                     | Artistiek         | Muzikaal erfgoed                                   |
| Jean Mone                                                                                       | Sacramentsaltaar | 2015            | Sint-Martinusbasiliek                                                        | Artistiek         | Beeldende kunst 16de eeuw - Beeldhouwkunst         |
| Jean Mone                                                                                       | Calvarieberg | 2015            | Stedelijke Musea Mechelen                                                    | Artistiek         | Beeldende kunst 16de eeuw - Beeldhouwkunst         |
| Henri Moore                                                                                     | Koning en koningin | 2007            | Middelheimmuseum                                                             | Artistiek         | Schone Kunsten 19de en 20ste eeuw                  |
| Jan Mostaert                                                                                    | Portret van Hendrik van Merode en Francisca van Brederode                                                                                 | 2009            | Sint-Dimpnakerk                                                              | Artistiek         | Vlaamse Primitieven                                |
| Joseph Paelinck                                                                                 | De schone Anthia begeeft zich als het hoofd van haar gezellinnen naar de tempel van Diana in Efese                                        | 2007            | Museum voor Schone Kunsten Gent                                              | Artistiek         | Schone Kunsten 19de en 20ste eeuw                  |
| Joachim Patinir                                                                                 | Landschap met de Vlucht naar Egypte | 2009            | Koninklijk Museum voor Schone Kunsten Antwerpen                              | Artistiek         | Vlaamse Primitieven                                |
| Constant Permeke                                                                                | Liggende boer | 2007            | Museum voor Schone Kunsten Gent                                              | Artistiek         | Schone Kunsten 19de en 20ste eeuw                  |
| Constant Permeke                                                                                | Het zwarte brood | 2007            | s.n.                                                                         | Artistiek         | Schone Kunsten 19de en 20ste eeuw                  |
| Constant Permeke                                                                                | Het afscheid | 2007            | Permekemuseum                                                                | Artistiek         | Schone Kunsten 19de en 20ste eeuw                  |
| Constant Permeke                                                                                | De sjees | 2007            | Mu.ZEE                                                                       | Artistiek         | Schone Kunsten 19de en 20ste eeuw                  |
| Constant Permeke                                                                                | Vissersvrouw | 2007            | Koninklijk Museum voor Schone Kunsten Antwerpen                              | Artistiek         | Schone Kunsten 19de en 20ste eeuw                  |
| Jörg Petel                                                                                      | Adam en Eva | 2005            | Rubenshuis                                                                   | Artistiek         | Schone Kunsten 17de eeuw                           |
| Petrus Phalesius - Francesco Guerrero                                                           | Canticum Beatae Mariae quod Magnificat nuncupatur, Praestantissimorum divinae musices auctorum missae decem                               | 2007            | KU Leuven Bibliotheken Bijzondere Collecties                                 | Artistiek         | Muzikaal erfgoed                                   |
| Pieter Jansz. Pourbus                                                                           | Groepsportret van 16 leden van het broederschap van het H. Bloed                                                                          | 2015            | s.n.                                                                         | Artistiek         | Beeldende kunst 16de eeuw - Schilderkunst          |
| Pieter Jansz. Pourbus                                                                           | Portretten van Jan van Eyewerve en Jacquemye Buuck                                                                                        | 2015            | Groeningemuseum                                                              | Artistiek         | Beeldende kunst 16de eeuw - Schilderkunst          |
| Pieter Jansz. Pourbus                                                                           | Damhoudertriptiek (De aanbidding der herders)                                                                                             | 2015            | Onze-Lieve-Vrouwekerk                                                        | Artistiek         | Beeldende kunst 16de eeuw - Schilderkunst          |
| Pieter Jansz. Pourbus                                                                           | Het Laatste Oordeel | 2015            | Groeningemuseum                                                              | Artistiek         | Beeldende kunst 16de eeuw - Schilderkunst          |
| Frans Pourbus de Oude                                                                           | Triptiek van Viglius Aytta | 2015            | Sint-Baafskathedraal                                                         | Artistiek         | Beeldende kunst 16de eeuw - Schilderkunst          |
| Jan Provoost                                                                                    | Het Laatste Oordeel | 2009            | Groeningemuseum                                                              | Artistiek         | Vlaamse Primitieven                                |
| Jan Provoost                                                                                    | Kruisiging | 2009            | Groeningemuseum                                                              | Artistiek         | Vlaamse Primitieven                                |
| Jan Provoost                                                                                    | Stichter met de Heilige Nicolaas en stichteres met de Heilige Godelieve op de binnenluiken en de Gierigaard en de Dood op de buitenluiken | 2009            | Groeningemuseum                                                              | Artistiek         | Vlaamse Primitieven                                |
| Jan Provoost                                                                                    | Diptiek van een minderbroeder | 2009            | Memlingmuseum - Sint-Janshospitaal                                           | Artistiek         | Vlaamse Primitieven                                |
| Caspar Rauch                                                                                    | Contrabasblokfluit | 2007            | Museum Vleeshuis, Klank van de stad                                          | Artistiek         | Muzikaal erfgoed                                   |
| Theodoor Roegiers                                                                               | Zilveren sierstel van Peter Paul Rubens                                                                                                   | 2005            | Rubenshuis                                                                   | Artistiek         | Schone Kunsten 17de eeuw                           |
| Domien De Waghemakere & Rombout I Keldermans                                                    | Plan van de gevels van het Stadhuis te Gent                                                                                               | 2015            | STAM                                                                         | Artistiek         | Beeldende kunst 16de eeuw - Tekenkunst             |
| Hendrik Rosen (atelier)                                                                         | H. Florentius | 2015            | Sint-Leonarduskerk, Zoutleeuw                                                | Artistiek         | Beeldende kunst 16de eeuw - Beeldhouwkunst         |
| Peter Paul Rubens                                                                               | Altaarstuk van de Heilige Rochus | 2005            | Sint-Martinuskerk, Aalst                                                     | Artistiek         | Schone Kunsten 17de eeuw                           |
| Peter Paul Rubens                                                                               | De Zegewagen van Kallo, de Laurea Calloana                                                                                                | 2005            | Koninklijk Museum voor Schone Kunsten Antwerpen                              | Artistiek         | Schone Kunsten 17de eeuw                           |
| Peter Paul Rubens                                                                               | Interieur van een schuur met de Verloren Zoon                                                                                             | 2005            | Koninklijk Museum voor Schone Kunsten Antwerpen                              | Artistiek         | Schone Kunsten 17de eeuw                           |
| Peter Paul Rubens                                                                               | De Tenhemelopneming van Maria | 2005            | Onze-Lieve-Vrouwekathedraal                                                  | Artistiek         | Schone Kunsten 17de eeuw                           |
| Peter Paul Rubens                                                                               | De Bekering van de Heilige Bavo | 2005            | Sint-Baafskathedraal                                                         | Artistiek         | Schone Kunsten 17de eeuw                           |
| Peter Paul Rubens                                                                               | Christus aan het kruis tussen de twee Boosdoeners, "De Lanssteek"                                                                         | 2005            | Koninklijk Museum voor Schone Kunsten Antwerpen                              | Artistiek         | Schone Kunsten 17de eeuw                           |
| Peter Paul Rubens                                                                               | Portret van Jan Gaspar Gevaerts of 'Gevartius'                                                                                            | 2005            | Koninklijk Museum voor Schone Kunsten Antwerpen                              | Artistiek         | Schone Kunsten 17de eeuw                           |
| Peter Paul Rubens                                                                               | Triptiek met de Kruisoprichting | 2005            | Onze-Lieve-Vrouwekathedraal                                                  | Artistiek         | Schone Kunsten 17de eeuw                           |
| Peter Paul Rubens                                                                               | Venus Frigida, de rillende Venus | 2005            | Koninklijk Museum voor Schone Kunsten Antwerpen                              | Artistiek         | Schone Kunsten 17de eeuw                           |
| Peter Paul Rubens                                                                               | Ontwerp voor het titelblad van de "Lyricorum libri IV " door M.C. Sarbiewski                                                              | 2005            | Museum Plantin-Moretus/Prentenkabinet                                        | Artistiek         | Schone Kunsten 17de eeuw                           |
| Peter Paul Rubens                                                                               | De Roof van de Sabijnse Maagden en de Verzoening tussen de Romeinen en de Sabijnen                                                        | 2005            | s.n.                                                                         | Artistiek         | Schone Kunsten 17de eeuw                           |
| Peter Paul Rubens                                                                               | Aanbidding der Koningen | 2005            | Koninklijk Museum voor Schone Kunsten Antwerpen                              | Artistiek         | Schone Kunsten 17de eeuw                           |
| Peter Paul Rubens                                                                               | Altaar van de Visverkopers | 2005            | Onze-Lieve-Vrouw-over-de-Dijlekerk                                           | Artistiek         | Schone Kunsten 17de eeuw                           |
| Peter Paul Rubens                                                                               | De Laatste Communie van de Heilige Franciscus van Assisi                                                                                  | 2005            | Koninklijk Museum voor Schone Kunsten Antwerpen                              | Artistiek         | Schone Kunsten 17de eeuw                           |
| Peter Paul Rubens                                                                               | Driekoningentriptiek | 2005            | Sint-Janskerk                                                                | Artistiek         | Schone Kunsten 17de eeuw                           |
| Peter Paul Rubens                                                                               | De Rockox-triptiek 'Het ongeloof van Thomas'                                                                                              | 2005            | Koninklijk Museum voor Schone Kunsten Antwerpen                              | Artistiek         | Schone Kunsten 17de eeuw                           |
| Peter Paul Rubens - Jan Raes II                                                                 | Decius Mus raadpleegt het Orakel | 2005            | Kolveniershof                                                                | Artistiek         | Schone Kunsten 17de eeuw                           |
| Peter Paul Rubens                                                                               | Hendrik IV in de slag om Parijs | 2005            | Rubenshuis                                                                   | Artistiek         | Schone Kunsten 17de eeuw                           |
| Peter Paul Rubens                                                                               | Het Doopsel van Christus | 2005            | Koninklijk Museum voor Schone Kunsten Antwerpen                              | Artistiek         | Schone Kunsten 17de eeuw                           |
| Peter Paul Rubens                                                                               | De Boog van de Munt | 2005            | Koninklijk Museum voor Schone Kunsten Antwerpen                              | Artistiek         | Schone Kunsten 17de eeuw                           |
| Peter Paul Rubens                                                                               | Altaarstuk van de Kolveniers, "De Kruisafneming"                                                                                          | 2005            | Onze-Lieve-Vrouwekathedraal                                                  | Artistiek         | Schone Kunsten 17de eeuw                           |
| Hans Rückers de Oude                                                                            | Spinet of veelhoekig virginaal | 2007            | Gruuthusemuseum                                                              | Artistiek         | Muzikaal erfgoed                                   |
| Jules Schmalzigaug                                                                              | Ruimte en licht | 2007            | s.n.                                                                         | Artistiek         | Schone Kunsten 19de en 20ste eeuw                  |
| Cornelis Schut                                                                                  | De onthoofding van de Heilige Joris | 2005            | Koninklijk Museum voor Schone Kunsten Antwerpen                              | Artistiek         | Schone Kunsten 17de eeuw                           |
| Cornelis Schut - Carlos Janssen                                                                 | De Zeven Vrije Kunsten | 2005            | Gruuthusemuseum                                                              | Artistiek         | Schone Kunsten 17de eeuw                           |
| Gerard Seghers                                                                                  | Aanbidding der Koningen | 2005            | Onze-Lieve-Vrouwekerk                                                        | Artistiek         | Schone Kunsten 17de eeuw                           |
| Albert Servaes                                                                                  | Heilige Avond | 2007            | s.n.                                                                         | Artistiek         | Schone Kunsten 19de en 20ste eeuw                  |
| Léon Spilliaert                                                                                 | Zelfportret met spiegel | 2007            | Mu.ZEE                                                                       | Artistiek         | Schone Kunsten 19de en 20ste eeuw                  |
| Léon Spilliaert                                                                                 | De Duizeling (Vertigo) | 2007            | Mu.ZEE                                                                       | Artistiek         | Schone Kunsten 19de en 20ste eeuw                  |
| Léon Spilliaert                                                                                 | De Windstoot | 2007            | Mu.ZEE                                                                       | Artistiek         | Schone Kunsten 19de en 20ste eeuw                  |
| Léon Spilliaert                                                                                 | Witte Gewaden | 2007            | Mu.ZEE                                                                       | Artistiek         | Schone Kunsten 19de en 20ste eeuw                  |
| Bartholomeus Spranger                                                                           | Neptunus en Amphitrite | 2015            | Museum Plantin-Moretus/Prentenkabinet                                        | Artistiek         | Beeldende kunst 16de eeuw - Tekenkunst             |
| Alfred Stevens                                                                                  | Maria Magdalena | 2007            | Museum voor Schone Kunsten Gent                                              | Artistiek         | Schone Kunsten 19de en 20ste eeuw                  |
| Alfred Stevens                                                                                  | De Parijse sfinx | 2007            | Koninklijk Museum voor Schone Kunsten Antwerpen                              | Artistiek         | Schone Kunsten 19de en 20ste eeuw                  |
| Joseph Benoit Suvée                                                                             | De uitvinding van de tekenkunst | 2007            | Groeningemuseum                                                              | Artistiek         | Schone Kunsten 19de en 20ste eeuw                  |
| Hendrick ter Brugghen                                                                           | De Annunciatie, Verkondiging | 2005            | Stadsmuseum 'De Hofstadt'                                                    | Artistiek         | Schone Kunsten 17de eeuw                           |
| Titiaan                                                                                         | Jacopo Pesaro door paus Alexander VI Borgia voorgesteld aan de heilige Petrus                                                             | 2009            | Koninklijk Museum voor Schone Kunsten Antwerpen                              | Artistiek         | Vlaamse Primitieven                                |
| Edgard Tytgat                                                                                   | Herinnering aan een zondag | 2007            | s.n.                                                                         | Artistiek         | Schone Kunsten 19de en 20ste eeuw                  |
| Hendrick van Balen - Jan Brueghel I                                                             | Offer aan Ceres met vruchtenguirlande | 2005            | s.n.                                                                         | Artistiek         | Schone Kunsten 17de eeuw                           |
| Jacob van Cothem                                                                                | Retabel van Averbode | 2015            | Museum aan de Stroom: MAS                                                    | Artistiek         | Beeldende kunst 16de eeuw - Beeldhouwkunst         |
| Henry Van de Velde                                                                              | Vrouw bij het raam | 2007            | Koninklijk Museum voor Schone Kunsten Antwerpen                              | Artistiek         | Schone Kunsten 19de en 20ste eeuw                  |
| Gustave Van de Woestyne                                                                         | De slapers | 2007            | Koninklijk Museum voor Schone Kunsten Antwerpen                              | Artistiek         | Schone Kunsten 19de en 20ste eeuw                  |
| Gustave Van de Woestyne                                                                         | De twee lentes | 2007            | Koninklijk Museum voor Schone Kunsten Antwerpen                              | Artistiek         | Schone Kunsten 19de en 20ste eeuw                  |
| Gustave Van de Woestyne                                                                         | Het Laatste Avondmaal | 2007            | Groeningemuseum                                                              | Artistiek         | Schone Kunsten 19de en 20ste eeuw                  |
| Gustave Van de Woestyne                                                                         | Het voorjaar | 2007            | s.n.                                                                         | Artistiek         | Schone Kunsten 19de en 20ste eeuw                  |
| Gustave Van de Woestyne                                                                         | Gaston en zijn zuster | 2007            | Koninklijk Museum voor Schone Kunsten Antwerpen                              | Artistiek         | Schone Kunsten 19de en 20ste eeuw                  |
| Gustave Van de Woestyne                                                                         | De moedwillige blinde en de kreupele die een kindje willen leren lopen                                                                    | 2007            | Museum van Deinze en de Leiestreek                                           | Artistiek         | Schone Kunsten 19de en 20ste eeuw                  |
| Gustave Van de Woestyne                                                                         | De likeurdrinksters | 2007            | Koninklijk Museum voor Schone Kunsten Antwerpen                              | Artistiek         | Schone Kunsten 19de en 20ste eeuw                  |
| Frits Van den Berghe                                                                            | De droom | 2007            | s.n.                                                                         | Artistiek         | Schone Kunsten 19de en 20ste eeuw                  |
| Frits Van den Berghe                                                                            | De idioot bij de vijver | 2007            | Museum voor Schone Kunsten Gent                                              | Artistiek         | Schone Kunsten 19de en 20ste eeuw                  |
| Frits Van den Berghe                                                                            | Dubbelportret van Paul-Gustave Van Hecke en zijn vrouw Norine                                                                             | 2007            | Koninklijk Museum voor Schone Kunsten Antwerpen                              | Artistiek         | Schone Kunsten 19de en 20ste eeuw                  |
| Frits Van den Berghe                                                                            | De zonneschilder | 2007            | s.n.                                                                         | Artistiek         | Schone Kunsten 19de en 20ste eeuw                  |
| Frits Van den Berghe                                                                            | Het leven | 2007            | Koninklijk Museum voor Schone Kunsten Antwerpen                              | Artistiek         | Schone Kunsten 19de en 20ste eeuw                  |
| Frits Van den Berghe                                                                            | Portret van Fortuna Brulez | 2007            | s.n.                                                                         | Artistiek         | Schone Kunsten 19de en 20ste eeuw                  |
| Frits Van den Berghe                                                                            | Malpertuus | 2010            | Museum voor Schone Kunsten Gent                                              | Artistiek         | Brouwer en Van den Berghe                          |
| Jan van den Hoecke                                                                              | De ontmoeting van Jacob en Esaü | 2005            | Groeningemuseum                                                              | Artistiek         | Schone Kunsten 17de eeuw                           |
| Antoon van den Wijngaerde (toegeschreven)                                                       | Panorama van Zeeland | 2015            | Museum Plantin-Moretus/Prentenkabinet                                        | Artistiek         | Beeldende kunst 16de eeuw - Tekenkunst             |
| Gillis van der Erven - Jan Utenhove                                                             | De 25 psalmen end andere gesanghen | 2007            | Universiteitsbibliotheek Gent                                                | Artistiek         | Muzikaal erfgoed                                   |
| Hugo van der Goes                                                                               | Dood van Maria | 2009            | Groeningemuseum                                                              | Artistiek         | Vlaamse Primitieven                                |
| Vrancke Van der Stockt                                                                          | Kruisafneming | 2009            | Museum Mayer van den Bergh                                                   | Artistiek         | Vlaamse Primitieven                                |
| Rogier van der Weyden                                                                           | Het Sacramentsaltaar | 2009            | Koninklijk Museum voor Schone Kunsten Antwerpen                              | Artistiek         | Vlaamse Primitieven                                |
| Goossen Van der Weyden                                                                          | Colibranttriptiek | 2009            | Sint-Gummaruskerk, Lier                                                      | Artistiek         | Vlaamse Primitieven                                |
| Rogier van der Weyden                                                                           | Portret van Philippe de Croÿ | 2009            | Koninklijk Museum voor Schone Kunsten Antwerpen                              | Artistiek         | Vlaamse Primitieven                                |
| Antoon van Dyck                                                                                 | Christus aan het Kruis | 2005            | Koninklijk Museum voor Schone Kunsten Antwerpen                              | Artistiek         | Schone Kunsten 17de eeuw                           |
| Antoon van Dyck                                                                                 | 'Christus aan het Kruis' of 'Christus met de Spons'                                                                                       | 2005            | Sint-Michielskerk                                                            | Artistiek         | Schone Kunsten 17de eeuw                           |
| Antoon van Dyck                                                                                 | Christus aan het kruis tussen de twee Boosdoeners                                                                                         | 2005            | Sint-Romboutskathedraal                                                      | Artistiek         | Schone Kunsten 17de eeuw                           |
| Antoon van Dyck                                                                                 | De bewening van Christus | 2005            | Koninklijk Museum voor Schone Kunsten Antwerpen                              | Artistiek         | Schone Kunsten 17de eeuw                           |
| Jan van Eyck                                                                                    | De Heilige Barbara | 2009            | Koninklijk Museum voor Schone Kunsten Antwerpen                              | Artistiek         | Vlaamse Primitieven                                |
| Hubert van Eyck - Jan van Eyck                                                                  | Lam Gods | 2009            | Sint-Baafskathedraal                                                         | Artistiek         | Vlaamse Primitieven                                |
| Jan van Eyck                                                                                    | Madonna en Kind bij de fontein | 2009            | Koninklijk Museum voor Schone Kunsten Antwerpen                              | Artistiek         | Vlaamse Primitieven                                |
| Jan van Eyck                                                                                    | Madonna met kanunnik Joris van der Paele                                                                                                  | 2009            | Groeningemuseum                                                              | Artistiek         | Vlaamse Primitieven                                |
| Jan van Eyck                                                                                    | Portret van Margareta van Eyck | 2009            | Groeningemuseum                                                              | Artistiek         | Vlaamse Primitieven                                |
| Maerten Van Heemskerck                                                                          | Christus als Man van Smarten | 2009            | Museum voor Schone Kunsten Gent                                              | Artistiek         | Vlaamse Primitieven                                |
| Maerten Van Heemskerck                                                                          | De Kruisiging | 2015            | Museum voor Schone Kunsten Gent                                              | Artistiek         | Beeldende kunst 16de eeuw - Schilderkunst          |
| Jacob Van Oost I                                                                                | Portret van een Brugse Familie | 2005            | Groeningemuseum                                                              | Artistiek         | Schone Kunsten 17de eeuw                           |
| Jan Lombaert van Oosterwijk - Abraham van Diepenbeek - Frans Francken II                        | Het gulden boek van de Kapel van Venerabel, deel I                                                                                        | 2008            | Onze-Lieve-Vrouwekathedraal                                                  | Artistiek         | Archivalisch en Documentair Erfgoed                |
| Jacob Cornelisz. van Oostsanen                                                                  | Christus als Man van Smarten | 2015            | Museum Mayer van den Bergh                                                   | Artistiek         | Beeldende kunst 16de eeuw - Schilderkunst          |
| Barend van Orley                                                                                | Het Laatste Oordeel | 2009            | Koninklijk Museum voor Schone Kunsten Antwerpen                              | Artistiek         | Vlaamse Primitieven                                |
| Barend van Orley                                                                                | Passiedrieluik | 2009            | Onze-Lieve-Vrouwekerk                                                        | Artistiek         | Vlaamse Primitieven                                |
| Paul van Ostaijen                                                                               | Feesten van Angst en Pijn | 2008            | Letterenhuis                                                                 | Artistiek         | Archivalisch en Documentair Erfgoed                |
| Hippoliet van Peene                                                                             | De Vlaamse Leeuw | 2008            | Universiteitsbibliotheek Gent                                                | Artistiek         | Archivalisch en Documentair Erfgoed                |
| Nicolaas Van Rosendael                                                                          | Twee Dominicaanse gradualia | 2007            | Universiteitsbibliotheek Gent                                                | Artistiek         | Muzikaal erfgoed                                   |
| Théo van Rysselberghe                                                                           | Maria Sèthe aan het harmonium | 2007            | Koninklijk Museum voor Schone Kunsten Antwerpen                              | Artistiek         | Schone Kunsten 19de en 20ste eeuw                  |
| Théo van Rysselberghe                                                                           | De lezing door Emile Verhaeren | 2007            | Museum voor Schone Kunsten Gent                                              | Artistiek         | Schone Kunsten 19de en 20ste eeuw                  |
| Théo van Rysselberghe                                                                           | Portret van Margueritte van Mons | 2007            | Museum voor Schone Kunsten Gent                                              | Artistiek         | Schone Kunsten 19de en 20ste eeuw                  |
| Jan van Steffeswert (atelier)                                                                   | H. Christophorus | 2015            | Sint-Laurentiuskerk (Bocholt)                                                | Artistiek         | Beeldende kunst 16de eeuw - Beeldhouwkunst         |
| Jan van Steffeswert (atelier)                                                                   | Jezus in het graf omringd door H. Vrouwen en twee engelen met de instrumenten van de Passie                                               | 2015            | Sint-Michielskerk (Bree)                                                     | Artistiek         | Beeldende kunst 16de eeuw - Beeldhouwkunst         |
| Johannes van Vreckem                                                                            | Antifonarium (zomerdeel) | 2007            | Bisschoppelijk Seminarie                                                     | Artistiek         | Muzikaal erfgoed                                   |
| Joos van Wassenhove - Justus van Gent                                                           | Calvarie-triptiek | 2009            | Sint-Baafskathedraal                                                         | Artistiek         | Vlaamse Primitieven                                |
| Franciscus van Weert                                                                            | Antifonarium Tsgrooten | 2008            | Universiteitsbibliotheek Gent                                                | Artistiek         | Muzikaal erfgoed                                   |
| Andries Verschout                                                                               | Davids psalmen uut den Franchoysen dichte overgeset door Petrum Dathenum                                                                  | 2007            | Universiteitsbibliotheek Gent                                                | Artistiek         | Muzikaal erfgoed                                   |
| Johan Wierix                                                                                    | Het atelier van Apelles | 2015            | Museum Mayer van den Bergh                                                   | Artistiek         | Beeldende kunst 16de eeuw - Tekenkunst             |
| Rik Wouters                                                                                     | De strijkster | 2007            | Koninklijk Museum voor Schone Kunsten Antwerpen                              | Artistiek         | Schone Kunsten 19de en 20ste eeuw                  |
| Rik Wouters                                                                                     | 'De opvoeding B' of 'De roze tulpen' | 2007            | s.n.                                                                         | Artistiek         | Schone Kunsten 19de en 20ste eeuw                  |
| Rik Wouters                                                                                     | Lezende vrouw, groen boek | 2007            | Koninklijk Museum voor Schone Kunsten Antwerpen                              | Artistiek         | Schone Kunsten 19de en 20ste eeuw                  |
| Rik Wouters                                                                                     | Het zotte geweld | 2007            | Middelheimmuseum                                                             | Artistiek         | Schone Kunsten 19de en 20ste eeuw                  |
| Rik Wouters                                                                                     | De herfst | 2007            | Koninklijk Museum voor Schone Kunsten Antwerpen                              | Artistiek         | Schone Kunsten 19de en 20ste eeuw                  |
| Rik Wouters                                                                                     | De rode gordijnen | 2007            | s.n.                                                                         | Artistiek         | Schone Kunsten 19de en 20ste eeuw                  |
| Rik Wouters                                                                                     | Rik met de zwarte ooglap | 2007            | Koninklijk Museum voor Schone Kunsten Antwerpen                              | Artistiek         | Schone Kunsten 19de en 20ste eeuw                  |
| Rik Wouters                                                                                     | Het ravijn | 2007            | s.n.                                                                         | Artistiek         | Schone Kunsten 19de en 20ste eeuw                  |
| Christopher Richard Wynne Nevinson                                                              | A Strafing | 2015            | Museum voor Schone Kunsten Gent                                              | Artistiek         | Wereldoorlog I                                     |
|                                                                                                 | De bibliotheek van Jan de Hondt | 2012            | KULAK - Campusbibliotheek                                                    | Cultuurhistorisch | Archivalisch en Documentair Erfgoed                |
|                                                                                                 | Versierde bloemzakken van de Commission for relief in Belgium/Het Nationaal Hulp- en Voedingscomité                                       | 2015            | In Flanders Fields Museum                                                    | Cultuurhistorisch | Wereldoorlog I                                     |
|                                                                                                 | Langwerpig gepolychromeerd retabel in steen                                                                                               | 2014            | Sint-Dimpnakerk                                                              | Cultuurhistorisch | Kerkelijk erfgoed                                  |
|                                                                                                 | het Archief van de Oud Sint-Lucasgild en van de Oud Koninklijke Academie van Antwerpen                                                    | 2013            | Artesis Hogeschool Antwerpen (Campus Mutsaard-Academie)                      | Cultuurhistorisch | Archivalisch en Documentair Erfgoed                |
|                                                                                                 | Verzamelhandschrift rederijkerskamer De Roode Roos Hasselt (Register Renier Co(e)mans)                                                    | 2014            | Het Stadsmus                                                                 | Cultuurhistorisch | Theatererfgoed                                     |
|                                                                                                 | Fotoarchief Kriegsalbum von Gent | 2015            | De Zwarte Doos, Archief Gent                                                 | Cultuurhistorisch | Wereldoorlog I                                     |
|                                                                                                 | Verzameling Theysbaert | 2014            | Universiteitsbibliotheek Gent                                                | Cultuurhistorisch | Theatererfgoed                                     |
|                                                                                                 | Hand- en voetklavier | 2013            | Museum Vleeshuis, Klank van de stad                                          | Cultuurhistorisch | Muzikaal erfgoed na 1600                           |
|                                                                                                 | Verzamelhandschrift rederijkerskamer De Goudbloem Sint-Niklaas                                                                            | 2014            | s.n.                                                                         | Cultuurhistorisch | Theatererfgoed                                     |
|                                                                                                 | Collectie beeldmotetten (16de eeuw) | 2013            | Museum Plantin-Moretus/Prentenkabinet                                        | Cultuurhistorisch | Muzikaal erfgoed na 1600                           |
|                                                                                                 | Bibliotheek van Raphaël de Mercatellis, 1437-1508                                                                                         | 2013            | Universiteitsbibliotheek Gent                                                | Cultuurhistorisch | Archivalisch en Documentair Erfgoed                |
|                                                                                                 | Bundel toneelprogramma's met het toneelstuk Athanes                                                                                       | 2014            | Universiteitsbibliotheek Antwerpen                                           | Cultuurhistorisch | Theatererfgoed                                     |
|                                                                                                 | La fleur des chansons, gedrukt te Antwerpen door Petrus II Phalesius in 1604                                                              | 2013            | Universiteitsbibliotheek Gent                                                | Cultuurhistorisch | Muzikaal erfgoed na 1600                           |
|                                                                                                 | Plantin-Moretusarchief | 2013            | Museum Plantin-Moretus/Prentenkabinet                                        | Cultuurhistorisch | Plantin-Moretusarchief                             |
|                                                                                                 | verzameling met archief en documentatie van en over pater Damiaan                                                                         | 2013            | KADOC-KU Leuven                                                              | Cultuurhistorisch | Damiaanarchief                                     |
|                                                                                                 | ’T Dor Wert Groeyende | 2014            | s.n.                                                                         | Cultuurhistorisch | Theatererfgoed                                     |
| Anoniem                                                                                         | Thermomechanische machinecollectie | 2009            | s.n.                                                                         | Cultuurhistorisch | Industriële archeologie                            |
| Anoniem                                                                                         | Piëta | 2012            | s.n.                                                                         | Cultuurhistorisch | Kerkelijk erfgoed                                  |
| Anoniem                                                                                         | Edelheertriptiek | 2009            | Sint-Pieterskerk                                                             | Cultuurhistorisch | Vlaamse Primitieven                                |
| Anoniem                                                                                         | Kruis en velum | 2012            | s.n.                                                                         | Cultuurhistorisch | Kerkelijk erfgoed                                  |
| Anoniem                                                                                         | Bidsnoer | 2012            | Sint-Romboutskathedraal                                                      | Cultuurhistorisch | Kerkelijk erfgoed                                  |
| Anoniem                                                                                         | Reliekschrijn van de Heilige Odilia | 2012            | s.n.                                                                         | Cultuurhistorisch | Kerkelijk erfgoed                                  |
| Anoniem                                                                                         | Passieretabel | 2012            | Sint-Trudokerk                                                               | Cultuurhistorisch | Kerkelijk erfgoed                                  |
| Anoniem                                                                                         | Het Spel Van De V Vroede Ende Van De V Dwaeze Maegden,                                                                                    | 2014            | Stadsarchief Oudenaarde                                                      | Cultuurhistorisch | Theatererfgoed                                     |
| Anoniem                                                                                         | Onze-Lieve-Vrouw van ter Haeghen | 2012            | s.n.                                                                         | Cultuurhistorisch | Kerkelijk erfgoed                                  |
| Anoniem                                                                                         | Kruisreliekhouder van het H. Kruis en Doornenkroon                                                                                        | 2012            | Sint-Martinusbasiliek                                                        | Cultuurhistorisch | Kerkelijk erfgoed                                  |
| Anoniem                                                                                         | Keurenboek van de schepenbank van Oudenaarde                                                                                              | 2011            | Stadsarchief Oudenaarde                                                      | Cultuurhistorisch | Archivalisch en Documentair Erfgoed                |
| Anoniem                                                                                         | Klein reliekschrijn van Sint-Ursula | 2009            | Memlingmuseum - Sint-Janshospitaal                                           | Cultuurhistorisch | Vlaamse Primitieven                                |
| Anoniem                                                                                         | Houten twijnmolen | 2009            | Museum over Industrie, Arbeid en Textiel (MIAT)                              | Cultuurhistorisch | Industriële archeologie                            |
| Anoniem                                                                                         | Ostensorium | 2012            | Onze-Lieve-Vrouwekerk                                                        | Cultuurhistorisch | Kerkelijk erfgoed                                  |
| Anoniem                                                                                         | Antwerpse kunstkast | 2005            | s.n.                                                                         | Cultuurhistorisch | Schone Kunsten 17de eeuw                           |
| Anoniem                                                                                         | Passieretabel | 2012            | Sint-Dimpnakerk                                                              | Cultuurhistorisch | Kerkelijk erfgoed                                  |
| Anoniem                                                                                         | Kelk van de H. Bernardus | 2012            | s.n.                                                                         | Cultuurhistorisch | Kerkelijk erfgoed                                  |
| Anoniem                                                                                         | Mule Jenny | 2009            | Museum over Industrie, Arbeid en Textiel (MIAT)                              | Cultuurhistorisch | Industriële archeologie                            |
| Anoniem                                                                                         | 'Besloten Hofjes' of 'Hortus Conclusus'                                                                                                   | 2012            | Huis De Zalm                                                                 | Cultuurhistorisch | Kerkelijk erfgoed                                  |
| Anoniem                                                                                         | Antwerpse kunstkast | 2005            | Rubenshuis                                                                   | Cultuurhistorisch | Schone Kunsten 17de eeuw                           |
| Anoniem                                                                                         | Tronende Onze-Lieve-Vrouw-met-Kind | 2012            | s.n.                                                                         | Cultuurhistorisch | Kerkelijk erfgoed                                  |
| Anoniem                                                                                         | Onze-Lieve-Vrouw-met-Kind | 2012            | s.n.                                                                         | Cultuurhistorisch | Kerkelijk erfgoed                                  |
| Anoniem                                                                                         | Modus legendi abbreviaturas in utroque jure                                                                                               | 2009            | KU Leuven Bibliotheken Bijzondere Collecties                                 | Cultuurhistorisch | Collectio Academica Antiqua                        |
| Anoniem                                                                                         | Retabel van Sint-Dimpna | 2012            | Sint-Dimpnakerk                                                              | Cultuurhistorisch | Kerkelijk erfgoed                                  |
| Anoniem                                                                                         | Annunciatiebeeldjes (Maria en de aartsengel Gabriël)                                                                                      | 2012            | Sint-Salvatorskathedraal Brugge                                              | Cultuurhistorisch | Kerkelijk erfgoed                                  |
| Anoniem                                                                                         | Relieken, documenten en voorwerpen van en over de heilige Coleta                                                                          | 2012            | s.n.                                                                         | Cultuurhistorisch | Kerkelijk erfgoed                                  |
| Anoniem                                                                                         | Staf van de heilige Machutus | 2012            | Sint-Salvatorskathedraal Brugge                                              | Cultuurhistorisch | Kerkelijk erfgoed                                  |
| Anoniem                                                                                         | De Goede Doodt van Alexander | 2014            | Felixarchief                                                                 | Cultuurhistorisch | Theatererfgoed                                     |
| Anoniem                                                                                         | De middeleeuwse poortersboeken van Oudenaarde en Pamele                                                                                   | 2011            | Stadsarchief Oudenaarde                                                      | Cultuurhistorisch | Archivalisch en Documentair Erfgoed                |
| Anoniem                                                                                         | Reliekhouder | 2012            | s.n.                                                                         | Cultuurhistorisch | Kerkelijk erfgoed                                  |
| Anoniem                                                                                         | Convoluut bestaande uit 5 incunabelen uit dezelfde periode                                                                                | 2011            | s.n.                                                                         | Cultuurhistorisch | Archivalisch en Documentair Erfgoed                |
| Anoniem                                                                                         | Monstrans van Herkenrode | 2012            | Het Stadsmus                                                                 | Cultuurhistorisch | Kerkelijk erfgoed                                  |
| Anoniem                                                                                         | Onze-Lieve-Vrouw van Troost | 2012            | s.n.                                                                         | Cultuurhistorisch | Kerkelijk erfgoed                                  |
| Anoniem                                                                                         | Antwerpse kunstkast | 2005            | Stadsmuseum Lier                                                             | Cultuurhistorisch | Schone Kunsten 17de eeuw                           |
| Anoniem                                                                                         | Retabel van Sint-Jan-de-Doper | 2012            | Sint-Jan-Baptistkerk                                                         | Cultuurhistorisch | Kerkelijk erfgoed                                  |
| Anoniem                                                                                         | Staande Madonna met Kind | 2012            | s.n.                                                                         | Cultuurhistorisch | Kerkelijk erfgoed                                  |
| Anoniem                                                                                         | Inboedel van de drukkerij Plantin-Moretus                                                                                                 | 2009            | Museum Plantin-Moretus/Prentenkabinet                                        | Cultuurhistorisch | Industriële archeologie                            |
| Anoniem                                                                                         | Zeven registers uit de archiefreeks stadsrekeningen                                                                                       | 2011            | Stadsarchief Mechelen                                                        | Cultuurhistorisch | Archivalisch en Documentair Erfgoed                |
| Anoniem                                                                                         | Bekroning van een staf van de heilige Martialis                                                                                           | 2012            | Sint-Salvatorskathedraal Brugge                                              | Cultuurhistorisch | Kerkelijk erfgoed                                  |
| Anoniem                                                                                         | Onze-Lieve-Vrouw-met-Kind | 2012            | s.n.                                                                         | Cultuurhistorisch | Kerkelijk erfgoed                                  |
| Anoniem Brugs weefatelier                                                                       | Mirakelen van Onze-Lieve-Vrouw ter Potterie                                                                                               | 2005            | Onze-Lieve-Vrouw ter Potteriekerk                                            | Cultuurhistorisch | Schone Kunsten 17de eeuw                           |
| Anoniem Leuvens Meester                                                                         | Uur- en kalenderwijzerplaat | 2009            | Museum M Leuven                                                              | Cultuurhistorisch | Vlaamse Primitieven                                |
| Joris Bast II                                                                                   | Berechtigingspixis op voet | 2012            | Sint-Gummaruskerk, Lier                                                      | Cultuurhistorisch | Kerkelijk erfgoed                                  |
| Laurens Jan Beaucourt                                                                           | Stralenmonstrans "de Katte van Beversluys"                                                                                                | 2012            | Onze-Lieve-Vrouwekerk                                                        | Cultuurhistorisch | Kerkelijk erfgoed                                  |
| André Beauneveu                                                                                 | Heilige Catharina | 2012            | Onze-Lieve-Vrouwekerk                                                        | Cultuurhistorisch | Kerkelijk erfgoed                                  |
| Ambrosius Benson                                                                                | De verheerlijking van de Heilige Maagd | 2009            | Koninklijk Museum voor Schone Kunsten Antwerpen                              | Cultuurhistorisch | Vlaamse Primitieven                                |
| Lancelot Blondeel                                                                               | Madonna tussen de HH. Eligius en Lucas | 2015            | Sint-Salvatorskathedraal Brugge                                              | Cultuurhistorisch | Beeldende kunst 16de eeuw - Schilderkunst          |
| Theodoor Boeyermans                                                                             | Antverpia Pictorum Nutrix, voedster van de schilders                                                                                      | 2005            | Koninklijk Museum voor Schone Kunsten Antwerpen                              | Cultuurhistorisch | Schone Kunsten 17de eeuw                           |
| Vergilius Bononiensis                                                                           | Plan van Antwerpen, Urbs Antverpiae | 2011            | Museum Plantin-Moretus/Prentenkabinet                                        | Cultuurhistorisch | Archivalisch en Documentair Erfgoed                |
| Willem Boonen                                                                                   | "Liber Boonen”: Memorieboek of Antiquitates Lovanienses                                                                                   | 2014            | Museum M Leuven                                                              | Cultuurhistorisch | Theatererfgoed                                     |
| Jan Borreman (atelier)                                                                          | Calvarie met Christus, Maria en Johannes                                                                                                  | 2012            | Sint-Pieterskerk, Leuven                                                     | Cultuurhistorisch | Kerkelijk erfgoed                                  |
| Josse Boutmy                                                                                    | Druk van het derde klavecimbelboek van Josse Boutmy, opgedragen aan Karel Van Lotharingen                                                 | 2013            | Artesis Hogeschool, Koninklijk Conservatorium, Bibliotheek                   | Cultuurhistorisch | Muzikaal erfgoed na 1600                           |
| Pieter Bruegel I                                                                                | Twaalf spreuken op borden | 2015            | Museum Mayer van den Bergh                                                   | Cultuurhistorisch | Beeldende kunst 16de eeuw - Schilderkunst          |
| Pieter Bruegel I                                                                                | Dulle Griet | 2015            | Museum Mayer van den Bergh                                                   | Cultuurhistorisch | Beeldende kunst 16de eeuw - Schilderkunst          |
| Michelangelo Buonarotti                                                                         | Onze-Lieve-Vrouw-met-Kind | 2012            | Onze-Lieve-Vrouwekerk                                                        | Cultuurhistorisch | Kerkelijk erfgoed                                  |
| Cyriel Buysse                                                                                   | Het Gezin van Paemel. Tooneelstuk in 4 bedrijven                                                                                          | 2014            | Letterenhuis                                                                 | Cultuurhistorisch | Theatererfgoed                                     |
| Cassiodorus                                                                                     | Expositio Psalmorum | 2011            | s.n.                                                                         | Cultuurhistorisch | Archivalisch en Documentair Erfgoed                |
| Guilliam Caudron                                                                                | Verzamelhandschrift werken Guilliam Caudron                                                                                               | 2014            | Stadsarchief Aalst                                                           | Cultuurhistorisch | Theatererfgoed                                     |
| Joannes Chrysostomus                                                                            | Peri proseuches logoi B. (De orando Deum)                                                                                                 | 2009            | KU Leuven Bibliotheken Bijzondere Collecties                                 | Cultuurhistorisch | Collectio Academica Antiqua                        |
| Pieter I Claeissens                                                                             | De zeven wonderen van Brugge | 2015            | s.n.                                                                         | Cultuurhistorisch | Beeldende kunst 16de eeuw - Schilderkunst          |
| Pieter II Claeissens                                                                            | Allegorie van de vrede in de Nederlanden in 1577                                                                                          | 2015            | Groeningemuseum                                                              | Cultuurhistorisch | Beeldende kunst 16de eeuw - Schilderkunst          |
| Jean Clouet                                                                                     | Portret van de Dauphin Frans | 2009            | Koninklijk Museum voor Schone Kunsten Antwerpen                              | Cultuurhistorisch | Vlaamse Primitieven                                |
| Pieter Coecke van Aalst                                                                         | Die inventie der colommen met haren coronementen ende maten … Vitruuio ende andere diuersche auctoren optcorste vergadert                 | 2011            | Universiteitsbibliotheek Gent                                                | Cultuurhistorisch | Archivalisch en Documentair Erfgoed                |
| Adriaen Coenen                                                                                  | Walvisboek | 2011            | s.n.                                                                         | Cultuurhistorisch | Archivalisch en Documentair Erfgoed                |
| Michiel I Coxie                                                                                 | Marteling van de heilige Sebastianus | 2015            | Koninklijk Museum voor Schone Kunsten Antwerpen                              | Cultuurhistorisch | Beeldende kunst 16de eeuw - Schilderkunst          |
| Jan Crabbe                                                                                      | Groot Schrijn van het Heilig Bloed | 2005            | s.n.                                                                         | Cultuurhistorisch | Schone Kunsten 17de eeuw                           |
| Jan Crabbe                                                                                      | Reliekschrijn van de Heilige Eligius | 2005            | Sint-Salvatorskathedraal Brugge                                              | Cultuurhistorisch | Schone Kunsten 17de eeuw                           |
| Frans Cranevelt                                                                                 | Craneveltcorrespondentie | 2009            | KU Leuven Bibliotheken Bijzondere Collecties                                 | Cultuurhistorisch | Craneveltcorrespondentie                           |
| Benedetto da Rovezzano                                                                          | vier identieke kandelaars | 2012            | Sint-Baafskathedraal                                                         | Cultuurhistorisch | Kerkelijk erfgoed                                  |
| Joannes de Gruijtters                                                                           | Beiaardboek | 2013            | Artesis Hogeschool, Koninklijk Conservatorium, Bibliotheek                   | Cultuurhistorisch | Muzikaal erfgoed na 1600                           |
| Joannes de Gruijtters - Amandus de Gruijtters                                                   | Versteekbladen | 2013            | Stadsarchief Mechelen                                                        | Cultuurhistorisch | Muzikaal erfgoed na 1600                           |
| George de la Hèle                                                                               | Octo missae quinque, sex et septem vocum                                                                                                  | 2013            | Museum Plantin-Moretus/Prentenkabinet                                        | Cultuurhistorisch | Muzikaal erfgoed na 1600                           |
| Kapitein Charles De Rache                                                                       | Twee foto’s van de executie van soldaat Aloïs Wulput in de duinen van Oostduinkerke                                                       | 2015            | In Flanders Fields Museum                                                    | Cultuurhistorisch | Wereldoorlog I                                     |
| Petrus de Rivo - Adrianus VI                                                                    | Leuvense notities | 2009            | KU Leuven Bibliotheken Bijzondere Collecties                                 | Cultuurhistorisch | Collectio Academica Antiqua                        |
| Anthonis de Roovere                                                                             | De Blijde Inkomste van Margaretha van York                                                                                                | 2014            | KU Leuven Bibliotheken Bijzondere Collecties                                 | Cultuurhistorisch | Theatererfgoed                                     |
| Maarten de Vos                                                                                  | Drieluik van het bontwerkersambacht | 2015            | Koninklijk Museum voor Schone Kunsten Antwerpen                              | Cultuurhistorisch | Beeldende kunst 16de eeuw - Schilderkunst          |
| Maarten de Vos                                                                                  | Altaarstuk van de gilde van de Oude Voetboog                                                                                              | 2015            | Koninklijk Museum voor Schone Kunsten Antwerpen                              | Cultuurhistorisch | Beeldende kunst 16de eeuw - Schilderkunst          |
| Cornelis de Vos                                                                                 | Portret van Abraham Grapheus | 2005            | Koninklijk Museum voor Schone Kunsten Antwerpen                              | Cultuurhistorisch | Schone Kunsten 17de eeuw                           |
| Maarten de Vos                                                                                  | Bruiloft te Kana | 2015            | Onze-Lieve-Vrouwekathedraal                                                  | Cultuurhistorisch | Beeldende kunst 16de eeuw - Schilderkunst          |
| Luca della Robbia (atelier)                                                                     | Medaillon van Onze-Lieve-Vrouw met Kind                                                                                                   | 2012            | Sint-Jacobskerk                                                              | Cultuurhistorisch | Kerkelijk erfgoed                                  |
| Diversen                                                                                        | De Mysteriën van de Rozenkrans | 2005            | Sint-Pauluskerk                                                              | Cultuurhistorisch | Schone Kunsten 17de eeuw                           |
| Diversen                                                                                        | Beeldhouwerstekeningen uit de 'Collectie Van Herck'                                                                                       | 2005            | Museum Plantin-Moretus/Prentenkabinet                                        | Cultuurhistorisch | Schone Kunsten 17de eeuw                           |
| Diversen                                                                                        | Terracottabeelden uit de 'Collectie Van Herck'                                                                                            | 2005            | Koninklijk Museum voor Schone Kunsten Antwerpen                              | Cultuurhistorisch | Schone Kunsten 17de eeuw                           |
| Diversen                                                                                        | Filmcollectie Sociëteit van de Missionarissen van Afrika (Witte Paters)                                                                   | 2009            | KADOC-KU Leuven                                                              | Cultuurhistorisch | Archivalisch en Documentair Erfgoed                |
| Joris Du Mery                                                                                   | Kleine collectie van vier beiaardklokjes                                                                                                  | 2013            | Museum Vleeshuis, Klank van de stad                                          | Cultuurhistorisch | Muzikaal erfgoed na 1600                           |
| Laurentius en diverse miniaturisten                                                             | 'Wenceslasbijbel' of 'Bijbel van Konrad Vechta'                                                                                           | 2011            | Museum Plantin-Moretus/Prentenkabinet                                        | Cultuurhistorisch | Archivalisch en Documentair Erfgoed                |
| Theodorus Everaerts                                                                             | Beyaert 1728 | 2013            | Felixarchief                                                                 | Cultuurhistorisch | Muzikaal erfgoed na 1600                           |
| Edmond Fierlants                                                                                | Negentiende-eeuwse collectie foto's en glasplaten van Edmond Fierlants, 1860-1864                                                         | 2013            | Felixarchief                                                                 | Cultuurhistorisch | Fierlants foto's en glasplaten                     |
| Frans Floris                                                                                    | Familieportret | 2015            | Stadsmuseum Lier                                                             | Cultuurhistorisch | Beeldende kunst 16de eeuw - Schilderkunst          |
| Frans Francken II - Hendrick van Balen - Jan Brueghel I                                         | Blazoen van de Rederijkerskamer "De Violieren"                                                                                            | 2005            | Koninklijk Museum voor Schone Kunsten Antwerpen                              | Cultuurhistorisch | Schone Kunsten 17de eeuw                           |
| Henricus Glareanus                                                                              | Dodecachordon | 2013            | Artesis Hogeschool, Koninklijk Conservatorium, Bibliotheek                   | Cultuurhistorisch | Muzikaal erfgoed na 1600                           |
| Pierre Gole (atelier)                                                                           | Tafel | 2005            | Museum Ridder Smidt van Gelder                                               | Cultuurhistorisch | Schone Kunsten 17de eeuw                           |
| Jacob Grimmer                                                                                   | Het Kiel bij Antwerpen | 2015            | Koninklijk Museum voor Schone Kunsten Antwerpen                              | Cultuurhistorisch | Beeldende kunst 16de eeuw - Schilderkunst          |
| Franciscus Haraeus                                                                              | Aardglobe (1615-1617) | 2013            | s.n.                                                                         | Cultuurhistorisch | Mercator                                           |
| Johan Georg Herkommer                                                                           | Monstrans | 2012            | s.n.                                                                         | Cultuurhistorisch | Kerkelijk erfgoed                                  |
| Huib Hoste                                                                                      | Dossier inzake een enquête van Huib Hoste over de wederopbouw van de Lakenhal in Ieper                                                    | 2015            | s.n.                                                                         | Cultuurhistorisch | Wereldoorlog I                                     |
| Henricus Joltrain                                                                               | Historisch schaalmodel van een beiaardautomaat                                                                                            | 2013            | Museum Vleeshuis, Klank van de stad                                          | Cultuurhistorisch | Muzikaal erfgoed na 1600                           |
| Henricus Joltrain                                                                               | Ontwerptekeningen | 2013            | Stadsarchief Lier                                                            | Cultuurhistorisch | Muzikaal erfgoed na 1600                           |
| Henricus Joltrain                                                                               | Speeltrommel | 2013            | Sint-Gummaruskerk, Lier                                                      | Cultuurhistorisch | Muzikaal erfgoed na 1600                           |
| Jacob Jordaens                                                                                  | De Triomf van Frederik Hendrik | 2005            | Koninklijk Museum voor Schone Kunsten Antwerpen                              | Cultuurhistorisch | Schone Kunsten 17de eeuw                           |
| Jacob Jordaens                                                                                  | Reeks van acht plafondstukken | 2005            | s.n.                                                                         | Cultuurhistorisch | Schone Kunsten 17de eeuw                           |
| T. Ketin - R. Thiriart                                                                          | Gietijzerconvector | 2009            | s.n.                                                                         | Cultuurhistorisch | Industriële archeologie                            |
| Adriaen Thomasz Key                                                                             | Calvarieberg met de familie van Gillis de Smidt en Maria de Deckere                                                                       | 2015            | Koninklijk Museum voor Schone Kunsten Antwerpen                              | Cultuurhistorisch | Beeldende kunst 16de eeuw - Schilderkunst          |
| Antonio Lafreri                                                                                 | I.A.T.O.-atlas (16de eeuw) | 2013            | s.n.                                                                         | Cultuurhistorisch | Mercator                                           |
| Joos Lambrecht                                                                                  | Trionfo della fede o di Christo | 2011            | Universiteitsbibliotheek Gent                                                | Cultuurhistorisch | Archivalisch en Documentair Erfgoed                |
| Robert Lawet                                                                                    | Judith ende Holifernes | 2014            | Museum Plantin-Moretus/Prentenkabinet                                        | Cultuurhistorisch | Theatererfgoed                                     |
| Auteurs Léontine Antony-Permeke (1858-1923), Maurice Antony en Robert Antony (1884-1966)        | fotocollectie Antony d’Ypres | 2015            | In Flanders Fields Museum                                                    | Cultuurhistorisch | Wereldoorlog I                                     |
| Josse Lieferinx                                                                                 | Bewening van Christus | 2009            | Koninklijk Museum voor Schone Kunsten Antwerpen                              | Cultuurhistorisch | Vlaamse Primitieven                                |
| Titus Livius                                                                                    | Historiarum ab urbe condita decadis primae liber tertius. Cum doctissimis Beati Renani et Petri Nannii annotationibus                     | 2009            | KU Leuven Bibliotheken Bijzondere Collecties                                 | Cultuurhistorisch | Collectio Academica Antiqua                        |
| Lambert Lombard                                                                                 | Vier schilderijen van Lambert Lombard | 2015            | Sint-Amanduskerk, Stokrooie                                                  | Cultuurhistorisch | Beeldende kunst 16de eeuw - Schilderkunst          |
| Virginie Loveling                                                                               | Oorlogsdagboek 1914-1918 | 2015            | Universiteitsbibliotheek Gent                                                | Cultuurhistorisch | Wereldoorlog I                                     |
| Jheronimus Manacker I                                                                           | Voorplat van een evangeliariumband | 2012            | s.n.                                                                         | Cultuurhistorisch | Kerkelijk erfgoed                                  |
| Simon Marmion (atelier)                                                                         | Christus met de doornenkroon en de Mater Dolorosa                                                                                         | 2009            | Groeningemuseum                                                              | Cultuurhistorisch | Vlaamse Primitieven                                |
| Frans Masereel                                                                                  | Debout les morts. Résurrection infernale                                                                                                  | 2015            | s.n.                                                                         | Cultuurhistorisch | Wereldoorlog I                                     |
| Meester van de Barbaralegende                                                                   | Tafereel uit de Barbaralegende | 2009            | s.n.                                                                         | Cultuurhistorisch | Vlaamse Primitieven                                |
| Meester van de Maaslandse madonna's                                                             | Onze-Lieve-Vrouw-met-Kind | 2012            | Onze-Lieve-Vrouwekathedraal                                                  | Cultuurhistorisch | Kerkelijk erfgoed                                  |
| Meester van de Strauss-Madonna                                                                  | Kruisiging | 2009            | Groeningemuseum                                                              | Cultuurhistorisch | Vlaamse Primitieven                                |
| Meester van het Heilig Bloed                                                                    | Maria met kind, Joachim en Anna, profeten en sibyllen                                                                                     | 2015            | Sint-Jacobskerk                                                              | Cultuurhistorisch | Beeldende kunst 16de eeuw - Schilderkunst          |
| Meester van het Heilig Bloed                                                                    | De Bewening | 2015            | s.n.                                                                         | Cultuurhistorisch | Beeldende kunst 16de eeuw - Schilderkunst          |
| Meester van het retabel van Hakendover                                                          | Het retabel van de Drie Maagden | 2012            | Kerk Goddelijke Zaligmaker                                                   | Cultuurhistorisch | Kerkelijk erfgoed                                  |
| Gerard Mercator                                                                                 | Aardglobe (1541) en hemelglobe (1551) | 2013            | s.n.                                                                         | Cultuurhistorisch | Mercator                                           |
| Gerard Mercator                                                                                 | Kaart van Vlaanderen | 2011            | Museum Plantin-Moretus/Prentenkabinet                                        | Cultuurhistorisch | Archivalisch en Documentair Erfgoed                |
| Quinten Metsys                                                                                  | Christus als Salvator Mundi en Maria in gebed                                                                                             | 2015            | Koninklijk Museum voor Schone Kunsten Antwerpen                              | Cultuurhistorisch | Beeldende kunst 16de eeuw - Schilderkunst          |
| Petrus Nannius                                                                                  | Paralipomena Virgilii | 2009            | KU Leuven Bibliotheken Bijzondere Collecties                                 | Cultuurhistorisch | Collectio Academica Antiqua                        |
| Cornelius Franciscus Nelis                                                                      | Alexis: fragment d’institution d’un prince                                                                                                | 2009            | KU Leuven Bibliotheken Bijzondere Collecties                                 | Cultuurhistorisch | Collectio Academica Antiqua                        |
| Cornelius Franciscus Nelis                                                                      | Sylloge | 2009            | KU Leuven Bibliotheken Bijzondere Collecties                                 | Cultuurhistorisch | Collectio Academica Antiqua                        |
| Michel Nouts (atelier)                                                                          | Papkommen | 2011            | Maagdenhuismuseum                                                            | Cultuurhistorisch |                                                    |
| Wouter Pans                                                                                     | Onze-Lieve-Vrouw | 2012            | s.n.                                                                         | Cultuurhistorisch | Kerkelijk erfgoed                                  |
| Albrecht Pfister                                                                                | 36-regelige Gutenbergbijbel | 2011            | Museum Plantin-Moretus/Prentenkabinet                                        | Cultuurhistorisch | Archivalisch en Documentair Erfgoed                |
| Frans Pourbus de Jonge                                                                          | Portret van Petrus Ricardus | 2015            | Groeningemuseum                                                              | Cultuurhistorisch | Beeldende kunst 16de eeuw - Schilderkunst          |
| Frans Pourbus de Oude                                                                           | Historie van de H. Andreas | 2015            | Sint-Baafskathedraal                                                         | Cultuurhistorisch | Beeldende kunst 16de eeuw - Schilderkunst          |
| Jan Provoost                                                                                    | De Kruisiging en het leven van de heilige Catharina van Alexandrië                                                                        | 2015            | Koninklijk Museum voor Schone Kunsten Antwerpen                              | Cultuurhistorisch | Beeldende kunst 16de eeuw - Schilderkunst          |
| Erycius Puteanus                                                                                | Bibliotheca, sive operum omnium, quae scripsit, hactenus, edidit, designavit, catalogus                                                   | 2009            | KU Leuven Bibliotheken Bijzondere Collecties                                 | Cultuurhistorisch | Collectio Academica Antiqua                        |
| Erycius Puteanus                                                                                | Olympiades, sola manu, ut vere annis mundi respondent, computatae                                                                         | 2009            | KU Leuven Bibliotheken Bijzondere Collecties                                 | Cultuurhistorisch | Collectio Academica Antiqua                        |
| Erasmus Quellinus II                                                                            | Labore et Constantia | 2005            | Museum Plantin-Moretus/Prentenkabinet                                        | Cultuurhistorisch | Schone Kunsten 17de eeuw                           |
| Jan Rombouts                                                                                    | De bekering van Paulus en Bevrijding van Petrus & De val van Simon de Magiër en Margaretha en de draak                                    | 2015            | Museum M Leuven                                                              | Cultuurhistorisch | Beeldende kunst 16de eeuw - Schilderkunst          |
| Peter Paul Rubens                                                                               | Disputa van het Heilig Sacrament | 2005            | Sint-Pauluskerk                                                              | Cultuurhistorisch | Schone Kunsten 17de eeuw                           |
| Peter Paul Rubens                                                                               | Epitaaftriptiek van Jan Moretus en Martina Plantin                                                                                        | 2005            | Onze-Lieve-Vrouwekathedraal                                                  | Cultuurhistorisch | Schone Kunsten 17de eeuw                           |
| Peter Paul Rubens                                                                               | De Gemma Tiberiana, "De Apotheose van Germanicus"                                                                                         | 2005            | Museum Plantin-Moretus/Prentenkabinet                                        | Cultuurhistorisch | Schone Kunsten 17de eeuw                           |
| Peter Paul Rubens                                                                               | De Madonna met Kind, omringd door andere heiligen                                                                                         | 2005            | Sint-Jacobskerk                                                              | Cultuurhistorisch | Schone Kunsten 17de eeuw                           |
| Hans (II) Ruckers - Andreas (I) Ruckers                                                         | Klavecimbel, 1615 | 2013            | Museum Vleeshuis, Klank van de stad, correspondentie                         | Cultuurhistorisch | Muzikaal erfgoed na 1600                           |
| Andreas (I) Ruckers                                                                             | Klavecimbel 1644 | 2013            | Museum Vleeshuis, Klank van de stad                                          | Cultuurhistorisch | Muzikaal erfgoed na 1600                           |
| Theognis - Frans van Cranevelt                                                                  | Scriptores aliquot gnomici | 2009            | KU Leuven Bibliotheken Bijzondere Collecties                                 | Cultuurhistorisch | Collectio Academica Antiqua                        |
| Jacopo Tintoretto                                                                               | Portret van de humanist Giovanni Paolo Cornaro                                                                                            | 2015            | Museum voor Schone Kunsten Gent                                              | Cultuurhistorisch | Beeldende kunst 16de eeuw - Schilderkunst          |
| Lou Tseng-tsiang                                                                                | Nalatenschap Lou Tseng-tsiang: Vredesonderhandelingen Versailles                                                                          | 2015            | KADOC-KU Leuven                                                              | Cultuurhistorisch | Wereldoorlog I                                     |
| Cornelius Valerius van Auwater                                                                  | Drie manuscripten | 2009            | KU Leuven Bibliotheken Bijzondere Collecties                                 | Cultuurhistorisch | Collectio Academica Antiqua                        |
| Antoon van Dyck                                                                                 | De Heilige Martinus | 2005            | Sint-Martinuskerk, Zaventem                                                  | Cultuurhistorisch | Schone Kunsten 17de eeuw                           |
| Antoon van Dyck - Jacob Jordaens - Peter Paul Rubens                                            | Ensemble van drie altaarstukken uit de Sint-Augustinuskerk te Antwerpen                                                                   | 2005            | Koninklijk Museum voor Schone Kunsten Antwerpen                              | Cultuurhistorisch | Schone Kunsten 17de eeuw                           |
| Willem van Haecht                                                                               | De Kunstkamer van Cornelis van der Geest                                                                                                  | 2005            | Rubenshuis                                                                   | Cultuurhistorisch | Schone Kunsten 17de eeuw                           |
| Reinier van Jaersvelt                                                                           | Edelsmeedwerk van abt ’s Volders | 2012            | s.n.                                                                         | Cultuurhistorisch | Kerkelijk erfgoed                                  |
| Theodoor van Loon                                                                               | Taferelen uit het leven van Maria | 2005            | s.n.                                                                         | Cultuurhistorisch | Schone Kunsten 17de eeuw                           |
| Abraham Janssen van Nuyssen                                                                     | Scaldis et Antverpia | 2005            | Koninklijk Museum voor Schone Kunsten Antwerpen                              | Cultuurhistorisch | Schone Kunsten 17de eeuw                           |
| Jan Lombaert van Oosterwijk - Jan van Loen, student - Anthonius van Huysen                      | Philosophia Logicalis | 2009            | KU Leuven Bibliotheken Bijzondere Collecties                                 | Cultuurhistorisch | Collectio Academica Antiqua                        |
| Marinus Van Reymerswale                                                                         | De roeping van Matteüs | 2015            | Museum voor Schone Kunsten Gent                                              | Cultuurhistorisch | Beeldende kunst 16de eeuw - Schilderkunst          |
| Marinus Van Reymerswale                                                                         | H. Hiëronymus | 2015            | Koninklijk Museum voor Schone Kunsten Antwerpen                              | Cultuurhistorisch | Beeldende kunst 16de eeuw - Schilderkunst          |
| Jan van Stevensweerth (atelier)                                                                 | Graflegging van Christus | 2012            | Sint-Michielskerk                                                            | Cultuurhistorisch | Kerkelijk erfgoed                                  |
| Jan van Stevensweerth (atelier)                                                                 | Onze-Lieve-Vrouw-met-Kind op maansikkel                                                                                                   | 2012            | Sint-Pieterskerk                                                             | Cultuurhistorisch | Kerkelijk erfgoed                                  |
| Martijn van Torhout e.a.                                                                        | Enaamse Codex | 2011            | Stadsarchief Oudenaarde                                                      | Cultuurhistorisch | Archivalisch en Documentair Erfgoed                |
| Jan van Veldhoven uit Breda                                                                     | Retabel van Sint-Quirinus van Neuss | 2012            | Sint-Petrus-en-Pauluskerk                                                    | Cultuurhistorisch | Kerkelijk erfgoed                                  |
| Achiel Van Walleghem                                                                            | De Oorlog in Dickebusch en omstreken | 2015            | In Flanders Fields Museum                                                    | Cultuurhistorisch | Wereldoorlog I                                     |
| Franciscus van Weert                                                                            | 'Libellus oratorium' of 'Manuale pietatis' van Marcus Cruyt                                                                               | 2011            | s.n.                                                                         | Cultuurhistorisch | Archivalisch en Documentair Erfgoed                |
| Constant en Jozef Vansteenkiste                                                                 | Vlaszwingelturbine Vansteenkiste | 2009            | Texture                                                                      | Cultuurhistorisch | Industriële archeologie                            |
| Willem Schubart von Ehrenberg                                                                   | Het interieur van de Jezuïetenkerk, nu de Sint-Carolus Borromeuskerk                                                                      | 2005            | Rubenshuis                                                                   | Cultuurhistorisch | Schone Kunsten 17de eeuw                           |
| Max von Boehn                                                                                   | Ultimatum van generaal Max von Boehn | 2015            | Stedelijke Musea Dendermonde                                                 | Cultuurhistorisch | Wereldoorlog I                                     |
| Carel Vosmaer                                                                                   | Londinias | 2011            | s.n.                                                                         | Cultuurhistorisch | Archivalisch en Documentair Erfgoed                |
| Pieter Werrecoren                                                                               | Der sielen troost | 2011            | s.n.                                                                         | Cultuurhistorisch | Archivalisch en Documentair Erfgoed                |
|                                                                                                 | Gegraveerde rolsteen | 2013            | Museum De Kolonie, Archeologisch en Historisch Museum                        | Historisch        | Archeologie                                        |
|                                                                                                 | Eénscharige, rondgaande ploeg | 2014            | Collectie Bulskampveld                                                       | Historisch        | Agrarisch erfgoed                                  |
|                                                                                                 | Hooischudder Dening | 2014            | s.n.                                                                         | Historisch        | Agrarisch erfgoed                                  |
|                                                                                                 | Kromstaf van Ename | 2013            | PAM Ename                                                                    | Historisch        | Archeologie                                        |
|                                                                                                 | Fruitsorteermachine WOVEBI | 2014            | Stoomstroopfabriek Borgloon                                                  | Historisch        | Agrarisch erfgoed                                  |
|                                                                                                 | Tonspuit Platz | 2014            | s.n.                                                                         | Historisch        | Agrarisch erfgoed                                  |
|                                                                                                 | De kraanvogel uit de Sint-Pietersabdij te Gent                                                                                            | 2013            | Sint-Pietersabdij                                                            | Historisch        | Archeologie                                        |
|                                                                                                 | Vlasslijtmachine Leterme | 2014            | Texture                                                                      | Historisch        | Agrarisch erfgoed                                  |
|                                                                                                 | Getrokken maaidorsmachine | 2014            | Gemeentelijk erfgoeddepot, Wijtschate                                        | Historisch        | Agrarisch erfgoed                                  |
|                                                                                                 | Wanmolen | 2014            | Openluchtmuseum Bokrijk                                                      | Historisch        | Agrarisch erfgoed                                  |
|                                                                                                 | Locomobiel Vierzon | 2014            | Karrenmuseum Essen                                                           | Historisch        | Agrarisch erfgoed                                  |
|                                                                                                 | Wagen | 2014            | Collectie Bulskampveld                                                       | Historisch        | Agrarisch erfgoed                                  |
|                                                                                                 | Spinnekop | 2014            | s.n.                                                                         | Historisch        | Agrarisch erfgoed                                  |
|                                                                                                 | De vondstcollectie van het Merovingisch grafveld                                                                                          | 2012            | s.n.                                                                         | Historisch        | Archeologie                                        |
|                                                                                                 | Driewielkar | 2014            | Collectie Bulskampveld                                                       | Historisch        | Agrarisch erfgoed                                  |
|                                                                                                 | Aardappelrooimachine Norvan | 2014            | s.n.                                                                         | Historisch        | Agrarisch erfgoed                                  |
| Anoniem                                                                                         | Panoramisch plan van Gent | 2009            | STAM                                                                         | Historisch        | Vlaamse Primitieven                                |
| Anoniem                                                                                         | Graven en gravinnen van Vlaanderen en abten van de Duinenabdij                                                                            | 2009            | Bisschoppelijk Seminarie                                                     | Historisch        | Vlaamse Primitieven                                |
| Anoniem                                                                                         | Lilliput locomotief | 2011            | s.n.                                                                         | Historisch        | Industriële archeologie                            |
| Jan de Hervy                                                                                    | Kaart van de Zwinstreek | 2009            | Groeningemuseum                                                              | Historisch        | Vlaamse Primitieven                                |
| Diversen                                                                                        | Fairchild C-119G “Flying Boxcar” | 2012            | Kwartier "Groenveld"                                                         | Historisch        | Luchtvaarterfgoed                                  |
| Diversen                                                                                        | SV-4A OO-GWC, serienummer 1 | 2012            | s.n.                                                                         | Historisch        | Luchtvaarterfgoed                                  |
| Diversen                                                                                        | SV-4B OO-EIR/1144 | 2012            | s.n.                                                                         | Historisch        | Luchtvaarterfgoed                                  |
| Diversen                                                                                        | Tipsy Trainer OO-EOT | 2012            | s.n.                                                                         | Historisch        | Luchtvaarterfgoed                                  |
| Diversen                                                                                        | Jan Olieslagerscollectie | 2012            | s.n.                                                                         | Historisch        | Luchtvaarterfgoed                                  |
| Tekenaars L. Menger, A. Hacha en E. Smekens                                                     | Dodendraad | 2015            | s.n.                                                                         | Historisch        | Wereldoorlog I                                     |
| Meester van de Vorstenportretten                                                                | Portret van Lodewijk van Gruuthuse | 2009            | Groeningemuseum                                                              | Historisch        | Vlaamse Primitieven                                |
| Quinten Metsys                                                                                  | Portret van Peter Gillis | 2009            | Koninklijk Museum voor Schone Kunsten Antwerpen                              | Historisch        | Vlaamse Primitieven                                |
| Arthur Jan Van Battel                                                                           | Karel V tronend te midden van zijn territoriale bezittingen                                                                               | 2015            | Stedelijke Musea Mechelen                                                    | Historisch        | Beeldende kunst 16de eeuw - Schilderkunst          |
| Agnes van den Bossche                                                                           | Vaandel van de stad Gent | 2009            | STAM                                                                         | Historisch        | Vlaamse Primitieven                                |
| Paul van Ostaijen                                                                               | Bezette stad (handschrift) | 2020            |                                                                              | Artistiek         | Literair erfgoed                                   |
|                                                                                                 | Merovingische schijffibula | 2023            | Provinciaal Archeocentrum Velzeke                                            |                   |                                                    |